# 岡崎市
岡崎市（日语：／ Okazaki shi */?）是位於日本愛知縣中部的行政區劃，現為中核市，屬於中京圈的一部分。主要是區位於轄區西部的岡崎平原中，矢作川及其支流乙川自市區中通過，東部區域則屬於三河山地的山區；屬於太平洋側氣候，冬季降雪不多。
岡崎市也以德川家康的出生地、細川氏的發祥地，以及「八丁味噌」發源地而聞名。
與大部分西三河地區一樣，有許多汽車相關製造業在此設廠，包括愛信精機、捷太格特、東麗、豐田鐵工、特百惠、富士機械、牧田、三菱汽車在此都設有工廠。
境內擁有眾多的史蹟和研究教育機關，也是NHK晨間小說連續劇《純情閃耀》的故事舞臺。

## 人口
在1920年時的人口大約為3萬8,500人，在愛知縣內次於名古屋市（約43萬人）及豐橋市（約6萬5,000人）位居第三；至2016年時，則是次於名古屋市及豊田市，但仍是愛知縣第三。
| 岡崎市人口分布圖 |                                               |  |
| 岡崎市與日本全國年齡別人口分布比較圖 （2005年資料） | 岡崎市的年齡、男女別人口分布圖 （2005年資料） |  |
| ■紫色是岡崎市 ■綠色是全国 | ■藍色是男性 ■紅色是女性                       |  |
| 岡崎市人口變化 \| 1970年 \| 219,092人 \| \| \| 1975年 \| 243,156人 \| \| \| 1980年 \| 271,243人 \| \| \| 1985年 \| 294,406人 \| \| \| 1990年 \| 316,334人 \| \| \| 1995年 \| 332,136人 \| \| \| 2000年 \| 345,997人 \| \| \| 2005年 \| 363,807人 \| \| \| 2010年 \| 372,357人 \| \| \| 2015年 \| 381,051人 \| \| \| 2020年 \| 384,654人 \| \| |                                               |  |
| 資料來源：日本總務省統計中心提供之人口普查數據 |                                               |  |
| 1970年 | 219,092人                                     |  |
| 1975年 | 243,156人                                     |  |
| 1980年 | 271,243人                                     |  |
| 1985年 | 294,406人                                     |  |
| 1990年 | 316,334人                                     |  |
| 1995年 | 332,136人                                     |  |
| 2000年 | 345,997人                                     |  |
| 2005年 | 363,807人                                     |  |
| 2010年 | 372,357人                                     |  |
| 2015年 | 381,051人                                     |  |
| 2020年 | 384,654人                                     |  |

## 历史
過去在令制國時代屬於三河國額田郡，位於矢作川以西區域則是屬於碧海郡。13世紀時，鎌倉幕府在「矢作東宿」（推測位於現今的岡崎市明大寺町附近）設置守護所，並由足利義氏成為三河國守護，此後此區域便開始由足利氏及其家臣家負責管理，後來也在此衍伸出細川氏、仁木氏、吉良氏、一色氏、今川氏等支族。在14世紀足利氏建立室町時代後，也因為這層關係，讓此地成為幕府直屬的御料所而繁榮。
15世紀中，三河國仁木氏的守護代西鄉稠頼先是在乙川南岸的明大寺附近建立居館「平岩城」，接著又在乙川北岸與矢作川之間的龍頭山建立城砦。但不久後，松平氏擊敗西鄉稠頼佔領此地，而負責此地的松平氏支族也因此一度稱為岡崎松平家，不過在16世紀初，安祥松平家的松平清康也擊敗了岡崎松平家，並把據點移至此，同時也把改位於乙川北岸龍頭山的城砦擴大作為主城，松平清康之孫德川家康後來也就在此出生。
松平清康過世後，安祥松平家的勢力一度衰退，改依附在今川氏之下，岡崎城一代也因此成為東側今川氏和西側織田氏爭奪的區域，16世紀中在此先後發生了兩次小豆坂之戰。
16世紀末德川家康崛起後，此地成為其主要據點，直到1590年德川家康被豐臣秀吉移封至關東後，岡崎改由豐臣秀吉的家臣田中吉政入主，但在1600年德川家康取得天下後，由於此地對德川家的特殊意義，改由德川家康的譜代家臣本多康重入主，並在此設置岡崎藩。在江戶時代期間，岡崎藩雖然經過幾次改封，但都是由水野氏、松井松平家、本多氏這些譜代大名擔任藩主。也由於位於東海道的路線上，在此岡崎城的城下町中也設立了岡崎宿。
在19世紀末江戶代結束時，本地除了大部分區域屬於岡崎藩外，也有部分區域分屬西大平藩、奧殿藩、西尾藩、三河吉田藩、野村藩、磐城平藩及旗本或寺社的領地。
明治維新後，新政府一度設立三河裁判所管理包含此地在內全部三河國的幕府直屬及旗本領地，後旋即改組為三河縣，但三河縣在三河國內的區域在隔年就被拆分至重原藩及伊那縣。
1871年日本實施廢藩置縣，過去原屬三河吉田藩、西大平藩、岡崎藩、西尾藩、重原藩的區域改隸屬豐橋縣、西大平縣、岡崎縣、西尾縣、重原縣。不過在同年11月，日本政府進行第一次府縣整併，直接將位於三河國內的區域與尾張國的知多郡整併為新縣，由於新縣縣廳設於岡崎城，因此岡崎所在的額田郡，便成為新縣額田縣的名稱。
1872年12月，本地隨著額田縣與位於原尾張國的愛知縣整併成為現在的愛知縣。
1889年日本實施町村制，原岡崎城下町區域設置岡崎町，周邊其他區域在當時則分屬其他的33個村。由於為舊三河國的主要城市，隨著官營生產棉花的愛知紡績所設立，接著又有東海道本線、岡崎市內線、西尾線、名古屋本線、舉母線多條鐵路的通車，帶動了岡崎的持續發展，岡崎在持續與周邊行政區劃整併後，在1916年升格改制為岡崎市，成為愛知縣內第三個市級行政區劃。
在經歷20世紀多次的行政區劃整併後，岡崎市的行政區域已經擴大到目前岡崎市的西半部區域，而位於現在岡崎市東部的山區則是被整併為額田町；2006年，額田町也再被併入岡田市。

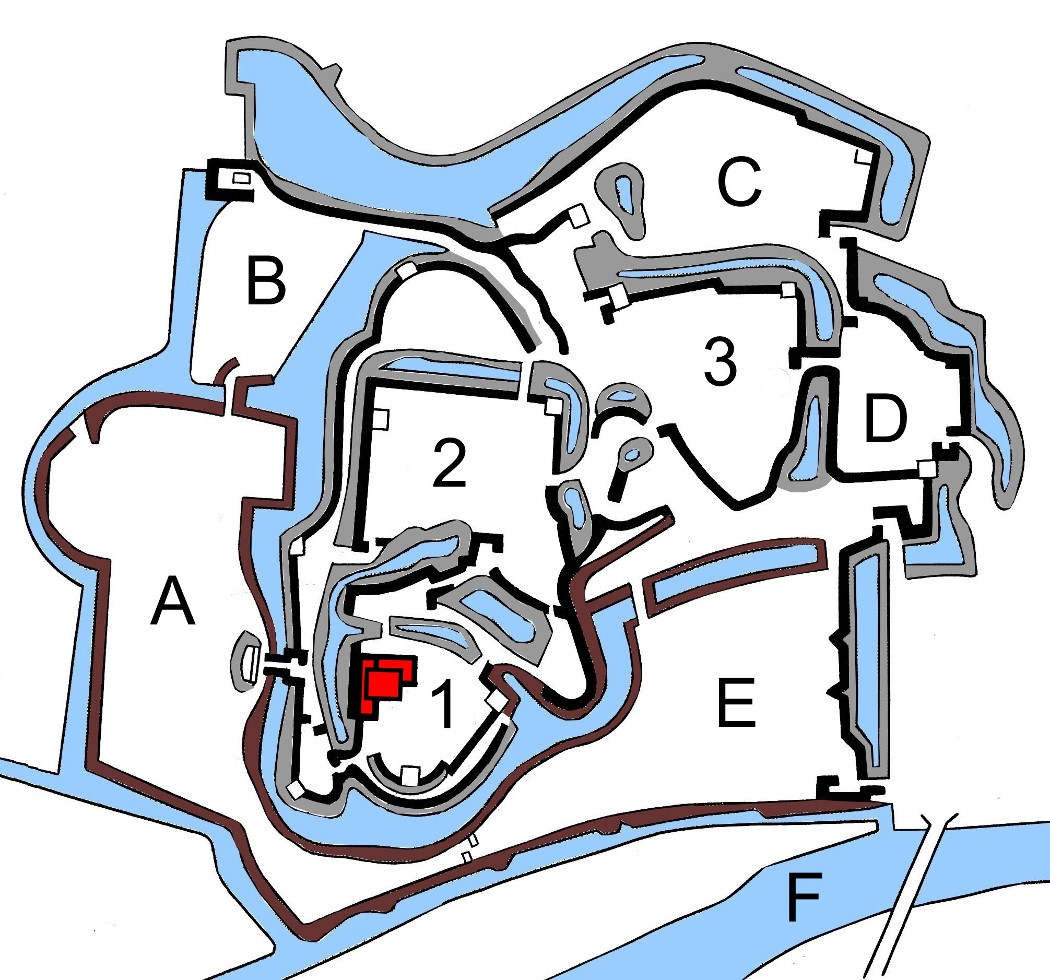
過去岡崎城的平面圖
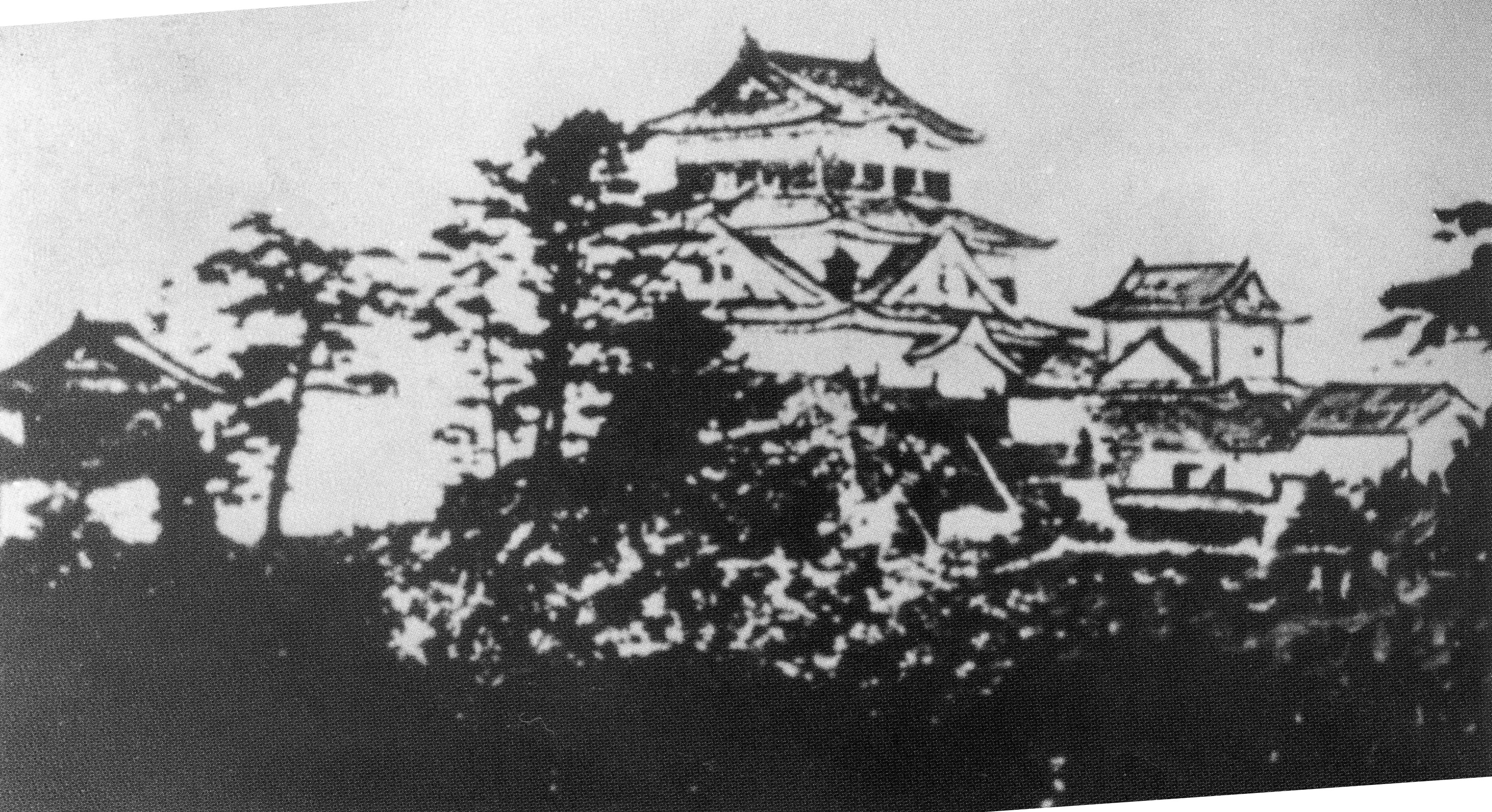
19世紀末的岡崎城
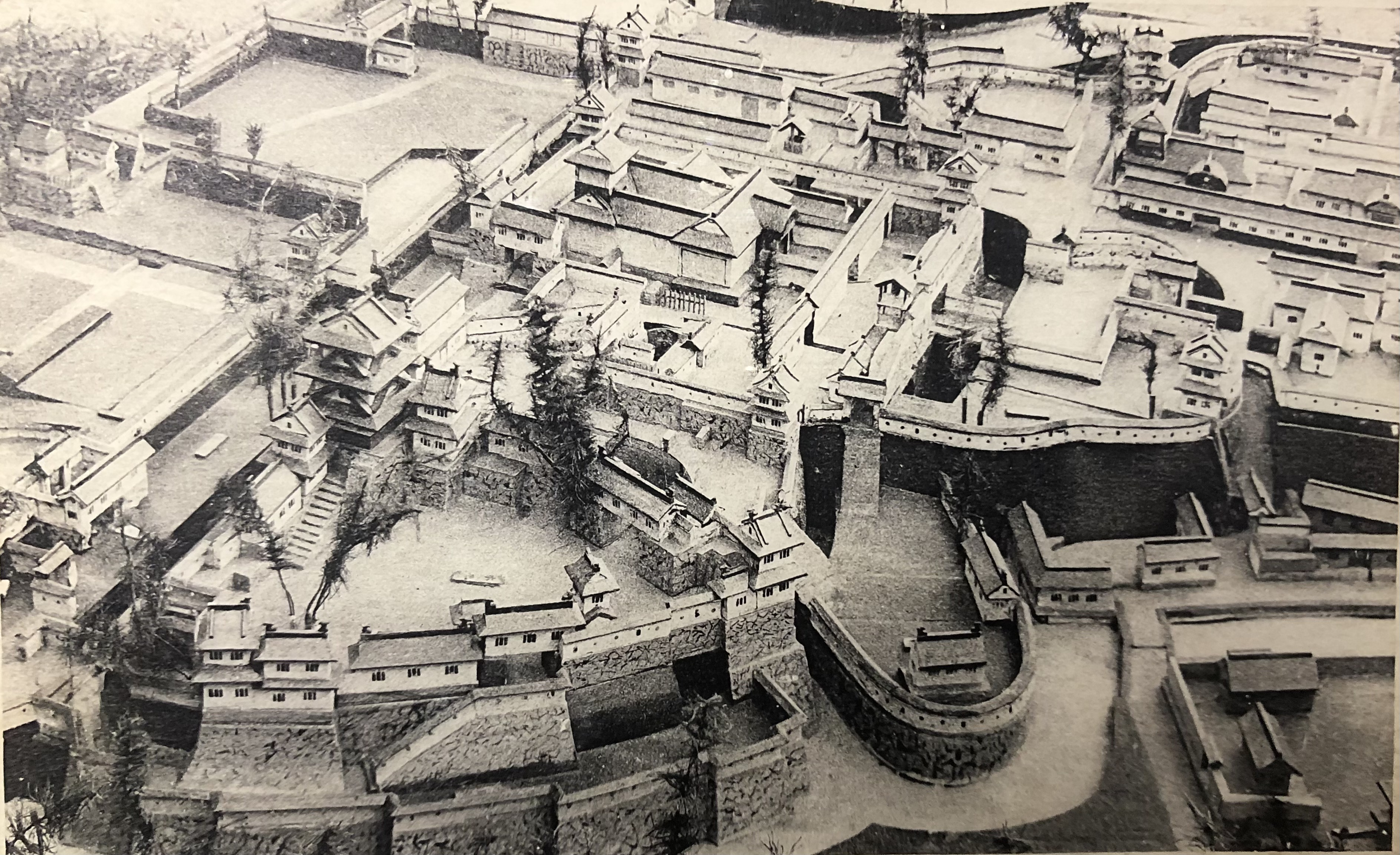
在20世紀初製作的過去岡崎城模型

## 交通

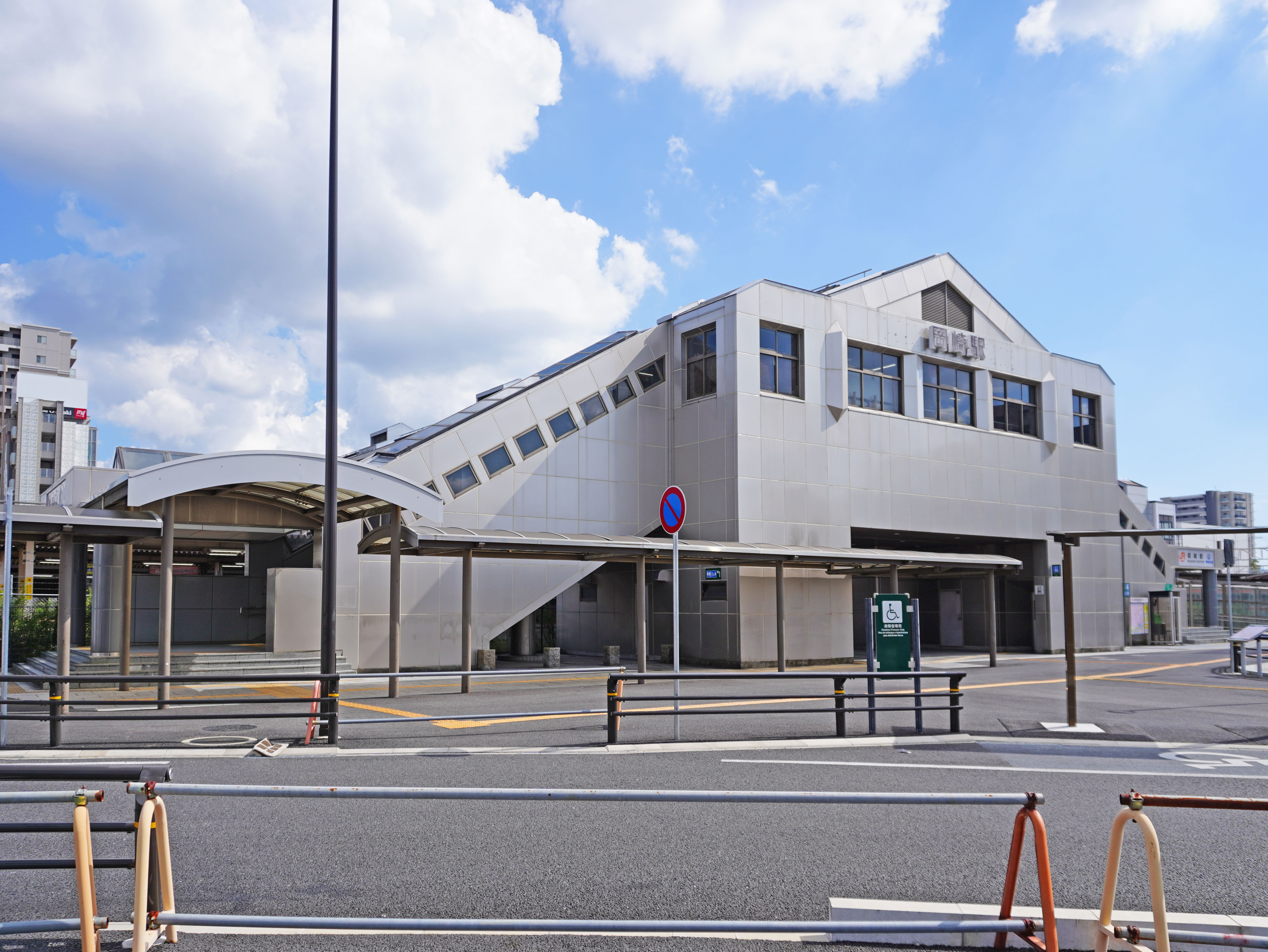
岡崎車站西口

通過岡崎市市區的鐵路有東海旅客鐵道東海道本線、名古屋鐵道本線、愛知環狀鐵道線；其中東海道本線及愛知環狀鐵道線交會的岡崎車站是岡崎市的主要車站，東海道新幹線雖然自市區的西南側通過，但在岡崎市內並未設有車站，必須自岡崎車站經由東海道本線至位於安城市的三河安城車站才能轉乘新幹線。
過去名古屋鐵道在岡崎市內還曾有西尾線、岡崎市內線、福岡線、舉母線多條路線，不過這些路線都已經在1950年代至1970年代期間先後停止營運。
高速公路東名高速公路自市區的東北側通過，在更東側的山區中也有新東名高速公路。
市內的客運路線則主要是由名鐵集團旗下的名鐵巴士所經營。

### 鐵道
- JR東海
  - 東海道本線：（←幸田町） - 岡崎車站 - 西岡崎車站 - （安城市→）
- 名古屋鐵道
  - 名古屋本線：（←豐川市） - 本宿站 - 名電山中站 - 藤川站 - 美合站 - 男川站 - 東岡崎站 - 岡崎公園前站 - 矢作橋站 - 宇頭站 - （安城市→）
- 愛知環狀鐵道
  - 愛知環狀鐵道線：岡崎車站 - 六名站 - 中岡崎站 - 北岡崎站 - 大門站 - 北野桝塚站 - （豐田市→）

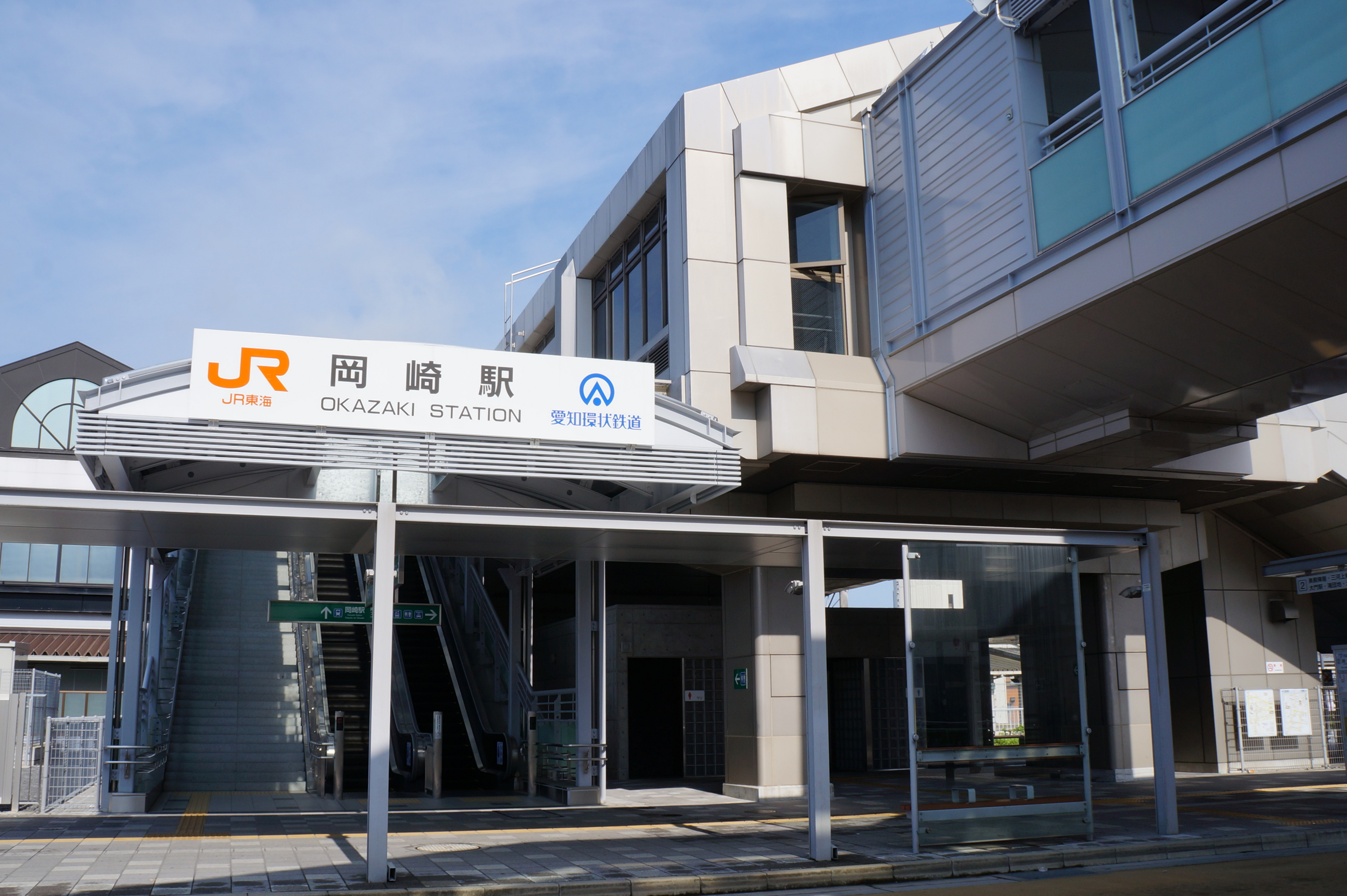
岡崎車站東口
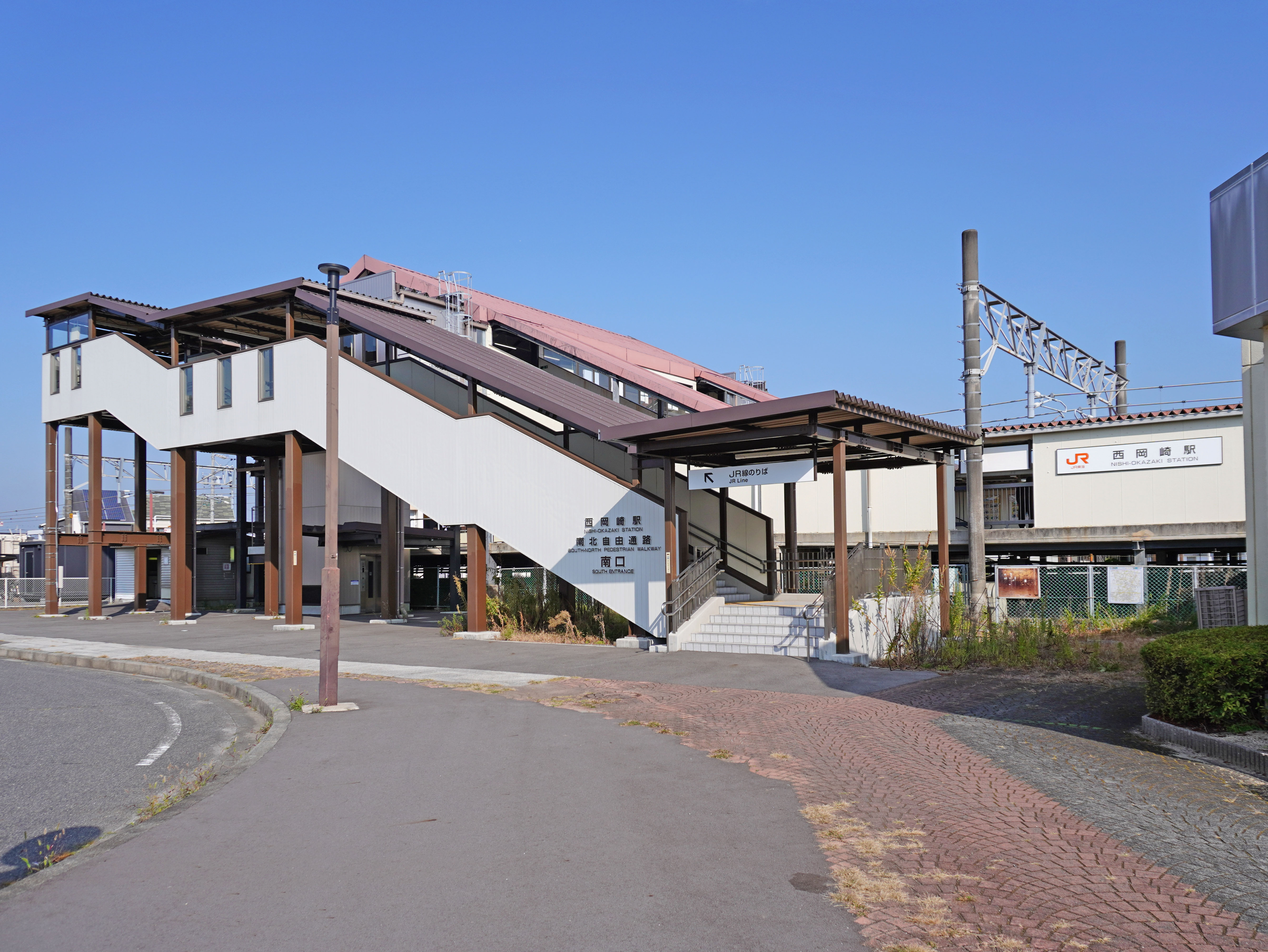
西岡崎車站南口
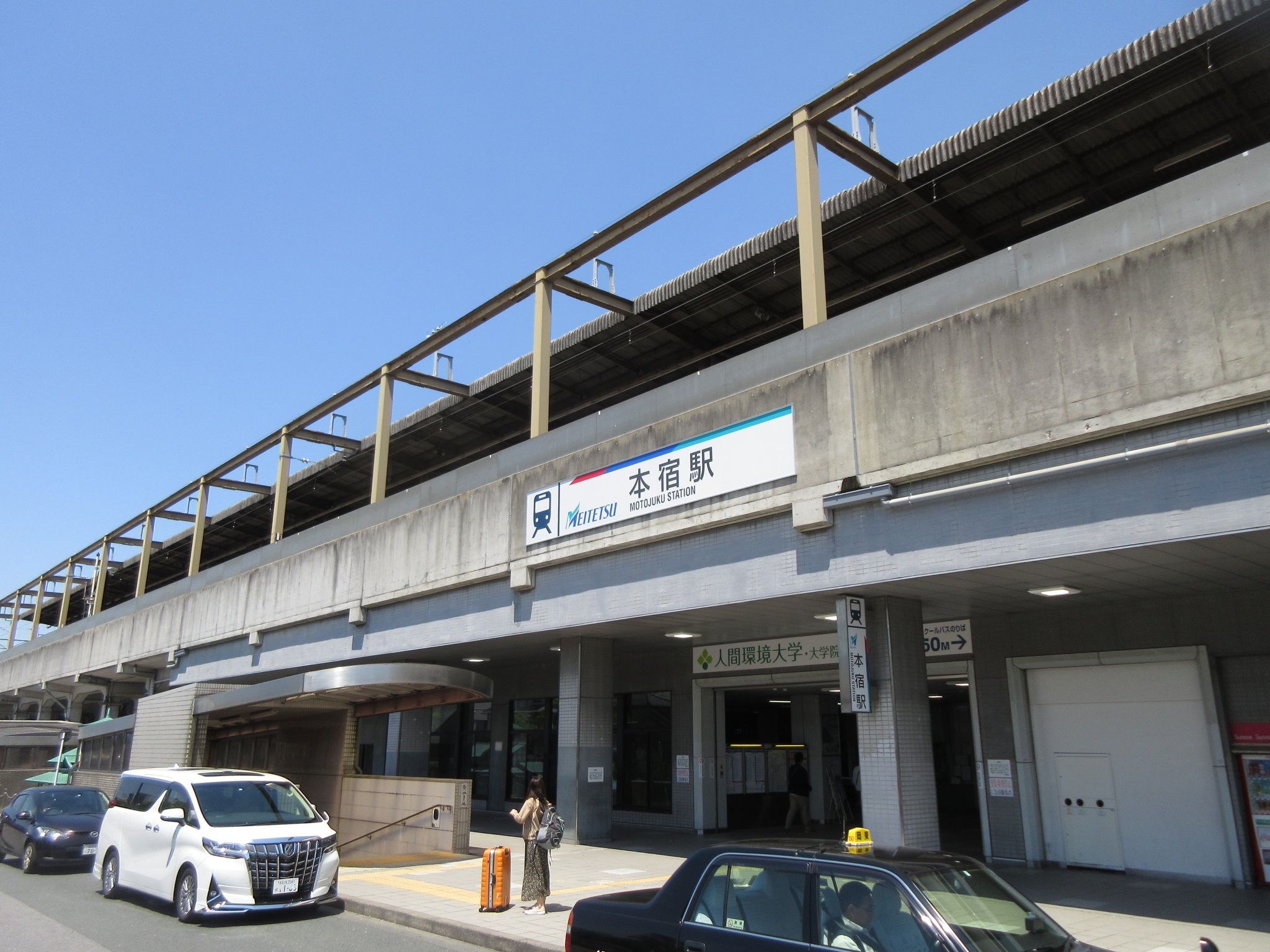
本宿車站
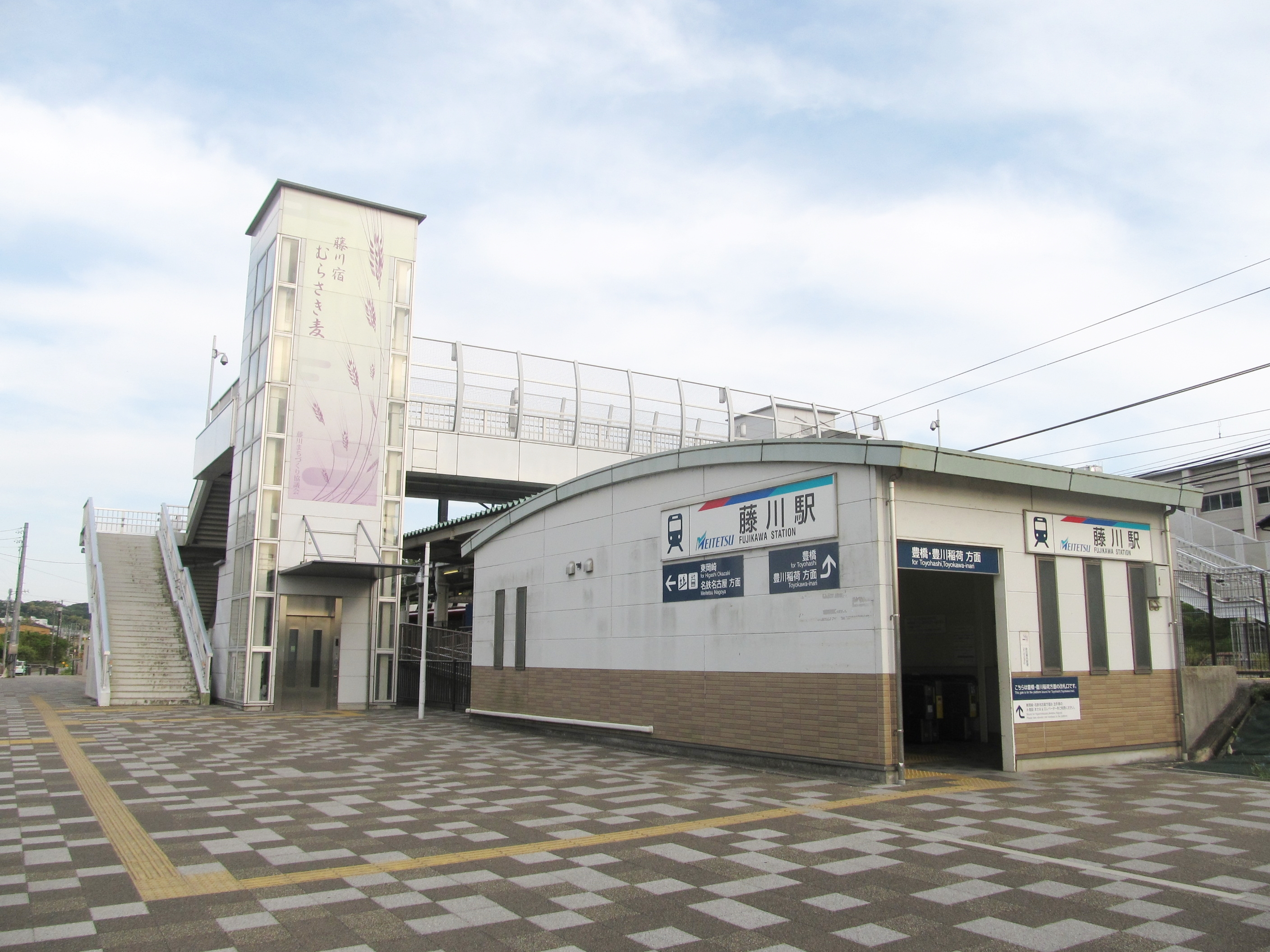
藤川站
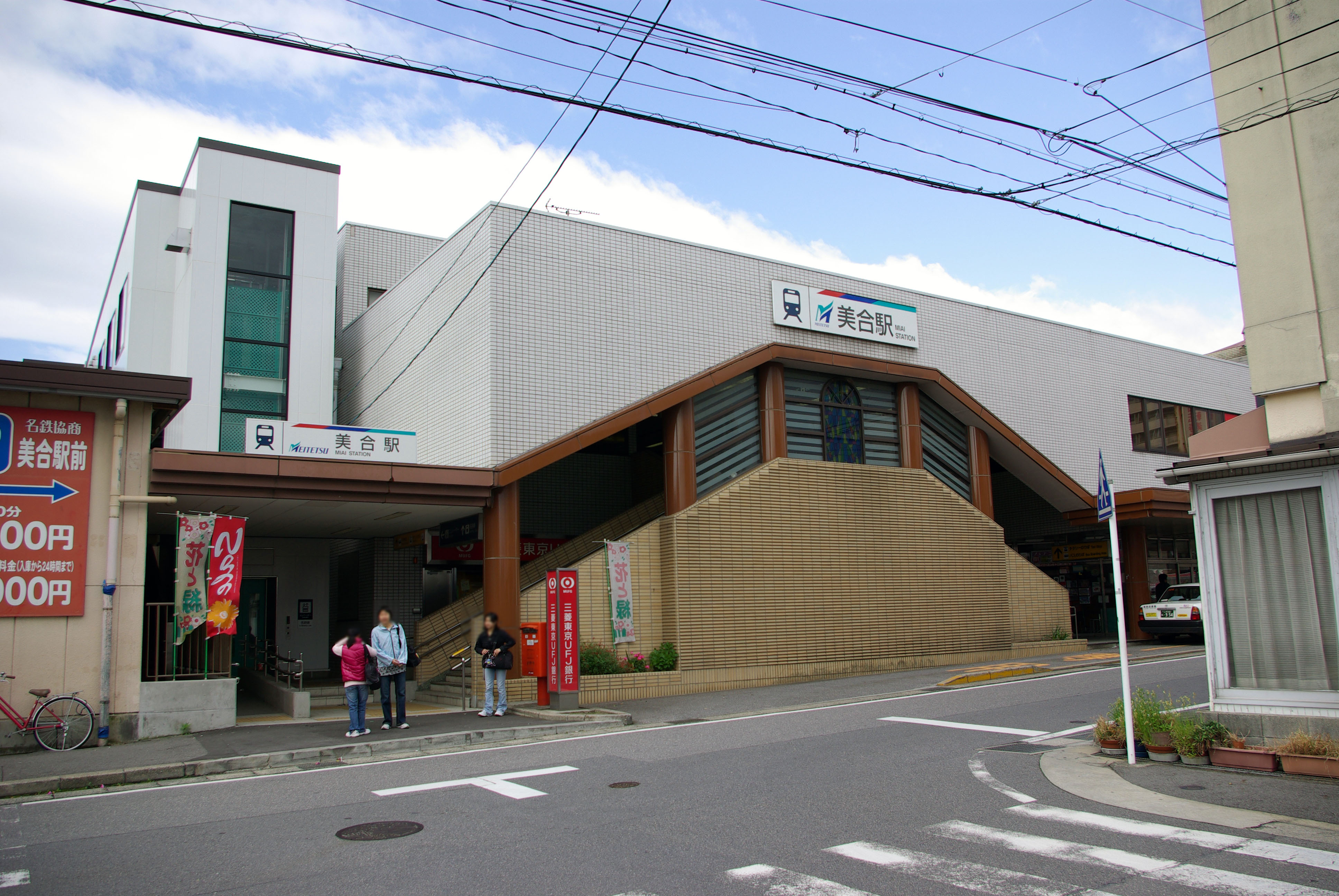
美合站
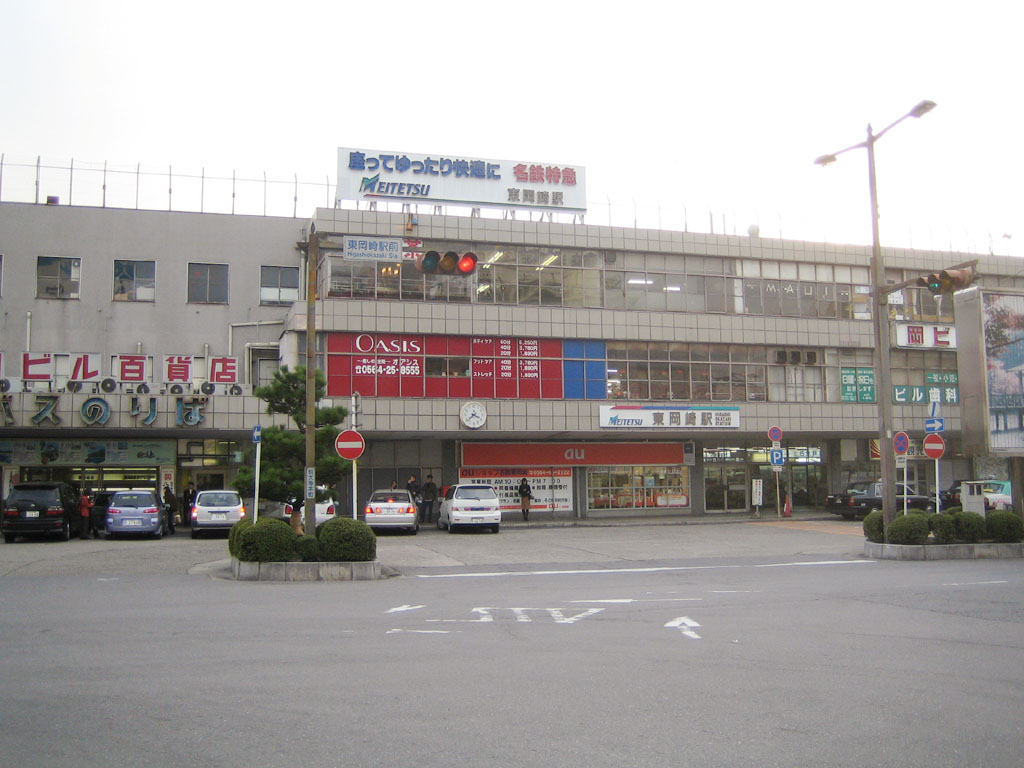
東岡崎站北口
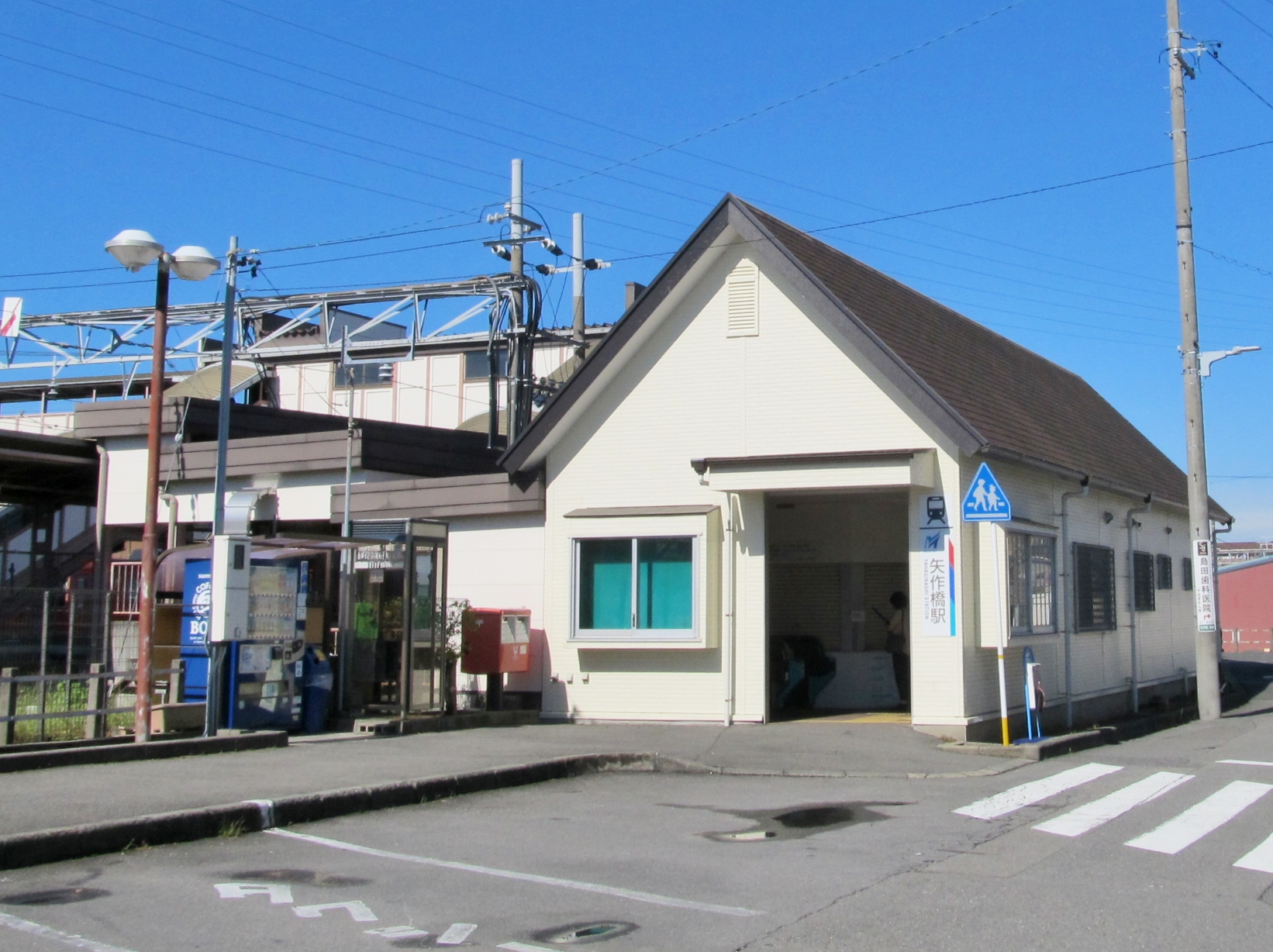
矢作橋站
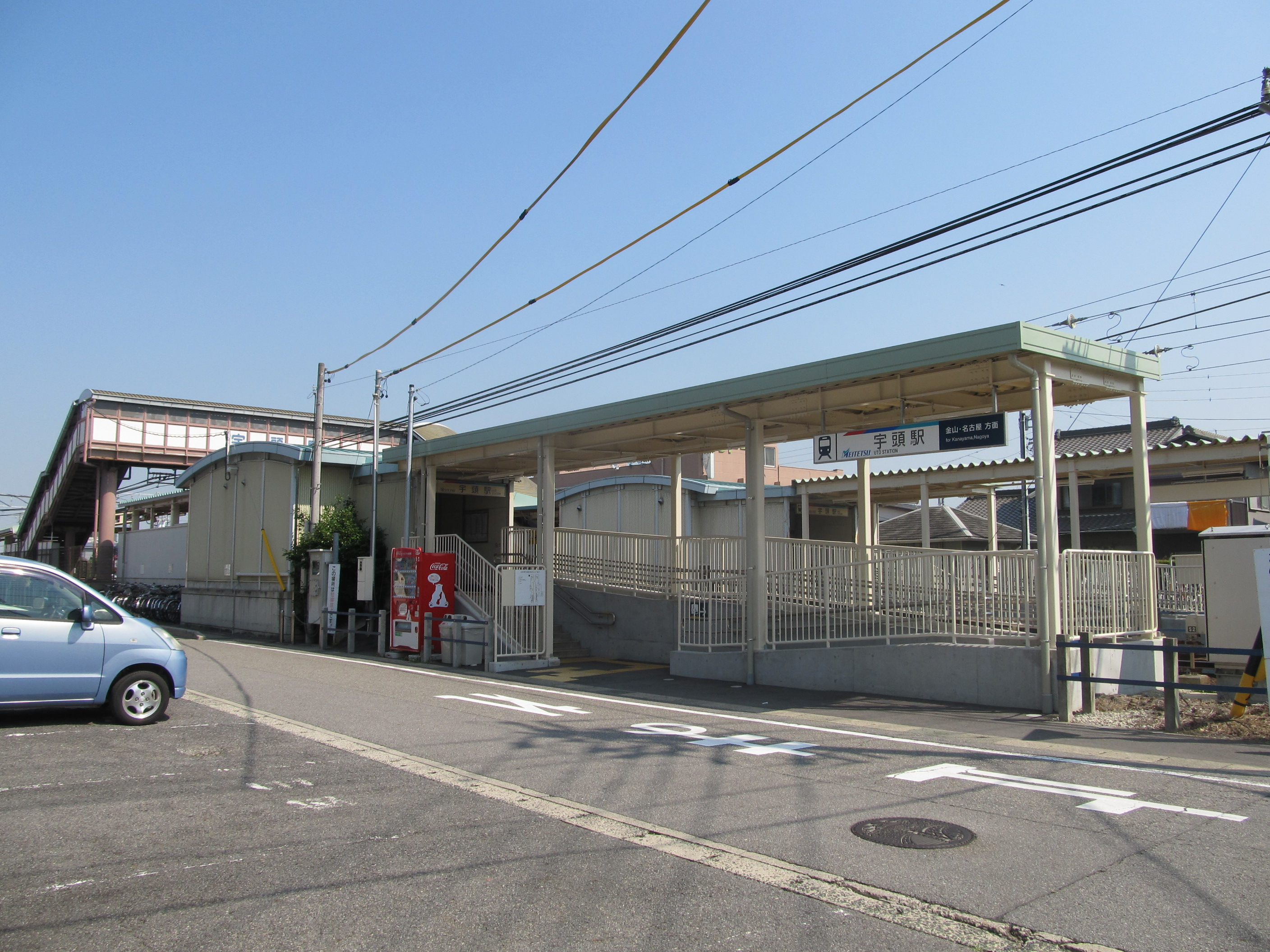
宇頭站
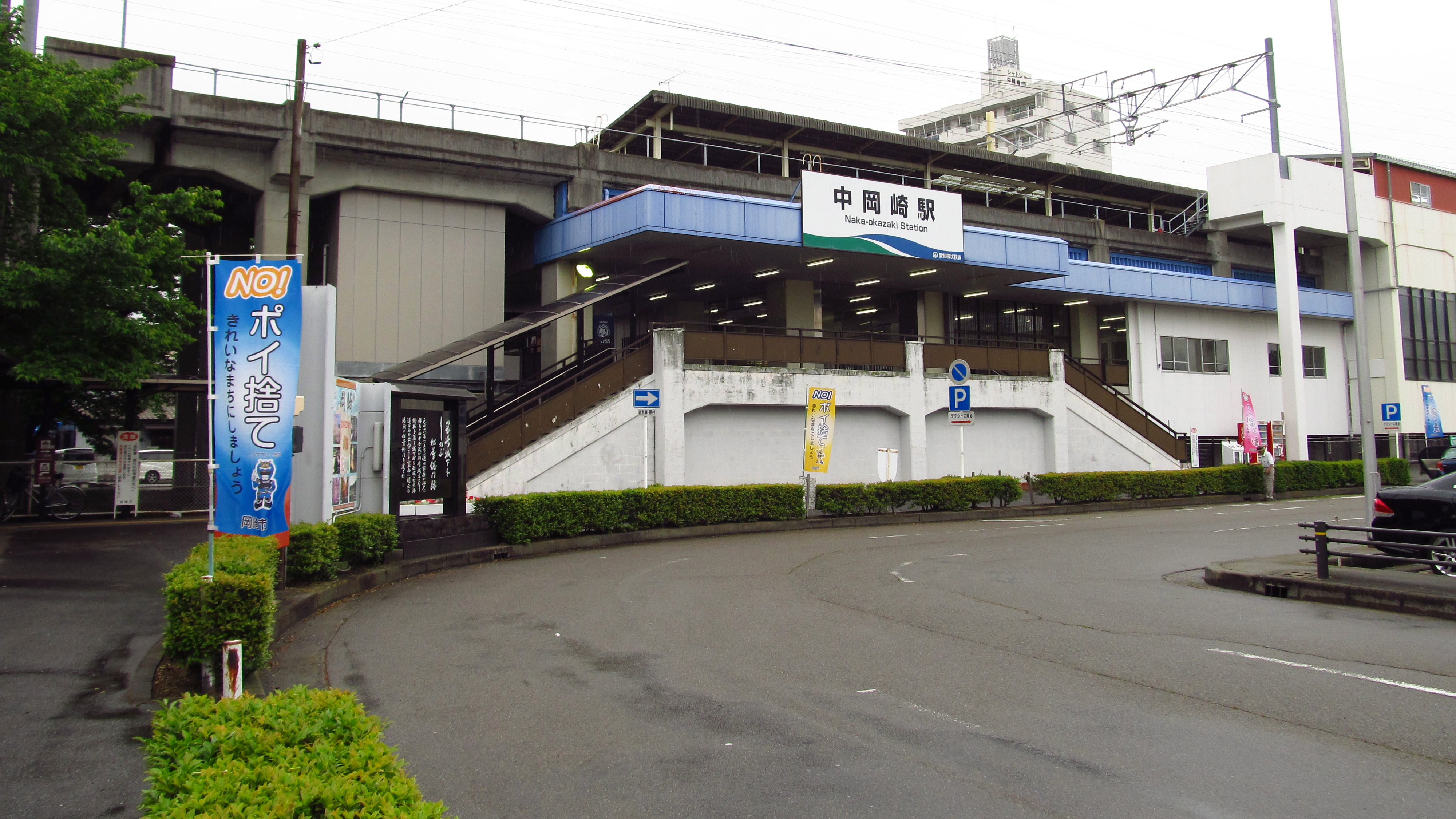
中岡崎站
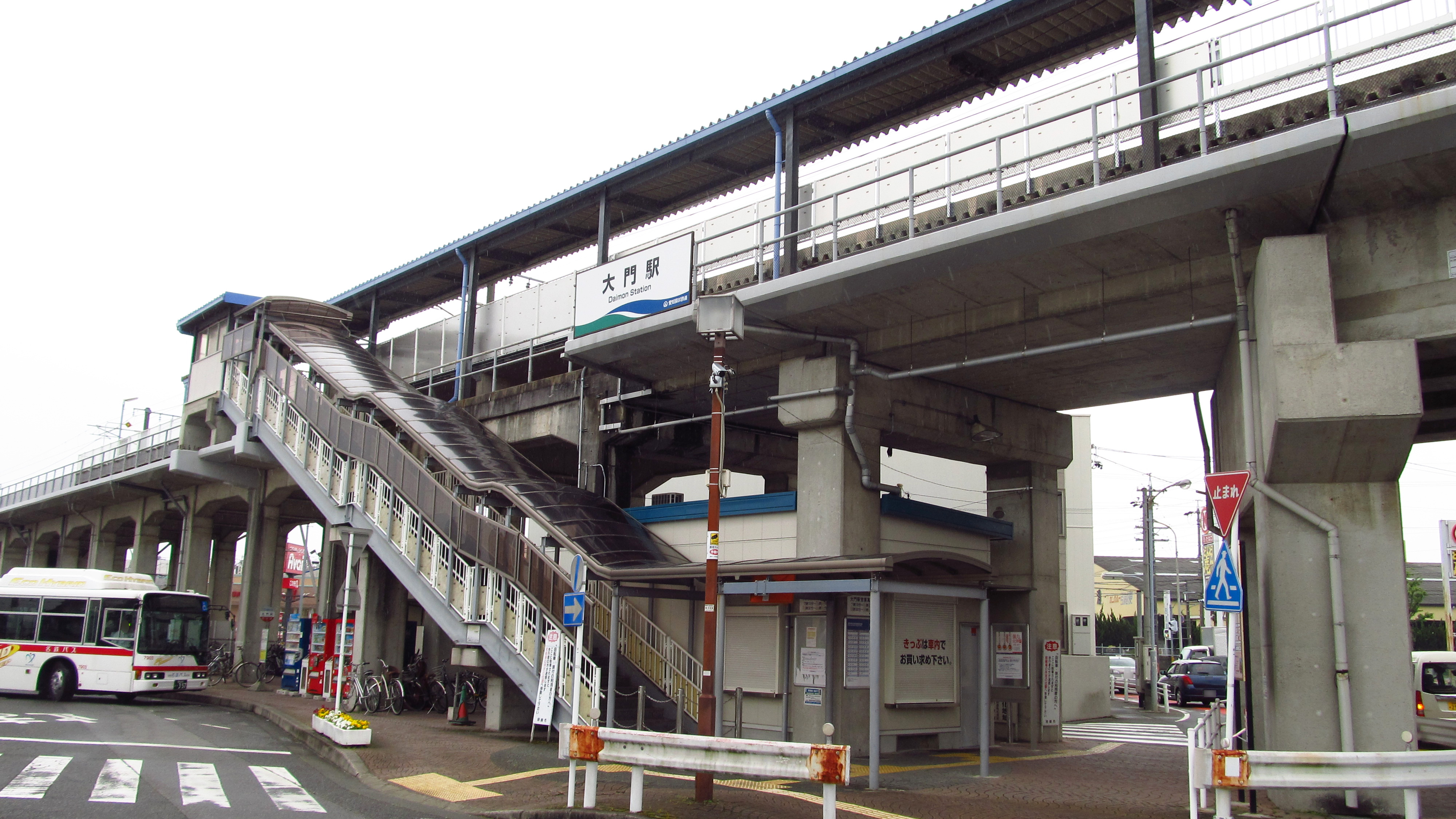
大門站

### 公路
高速公路
- 東名高速公路：（豐川市）- 美合休息區（日语：美合パーキングエリア） - 岡崎交流道（日语：岡崎インターチェンジ） - （豐田市）
- 新東名高速公路：（豐川市）- 岡崎東交流道（日语：岡崎東インターチェンジ） - 岡崎服務區（日语：岡崎サービスエリア） - （豐田市）

## 觀光資源
與德川家康相關的岡崎城，及周邊的岡崎城公園、三河武士公館家康館、瀧山寺、大樹寺為本地最主要的觀光景點，每年四月初也會舉辦以此為主題的「家康行列」活動。

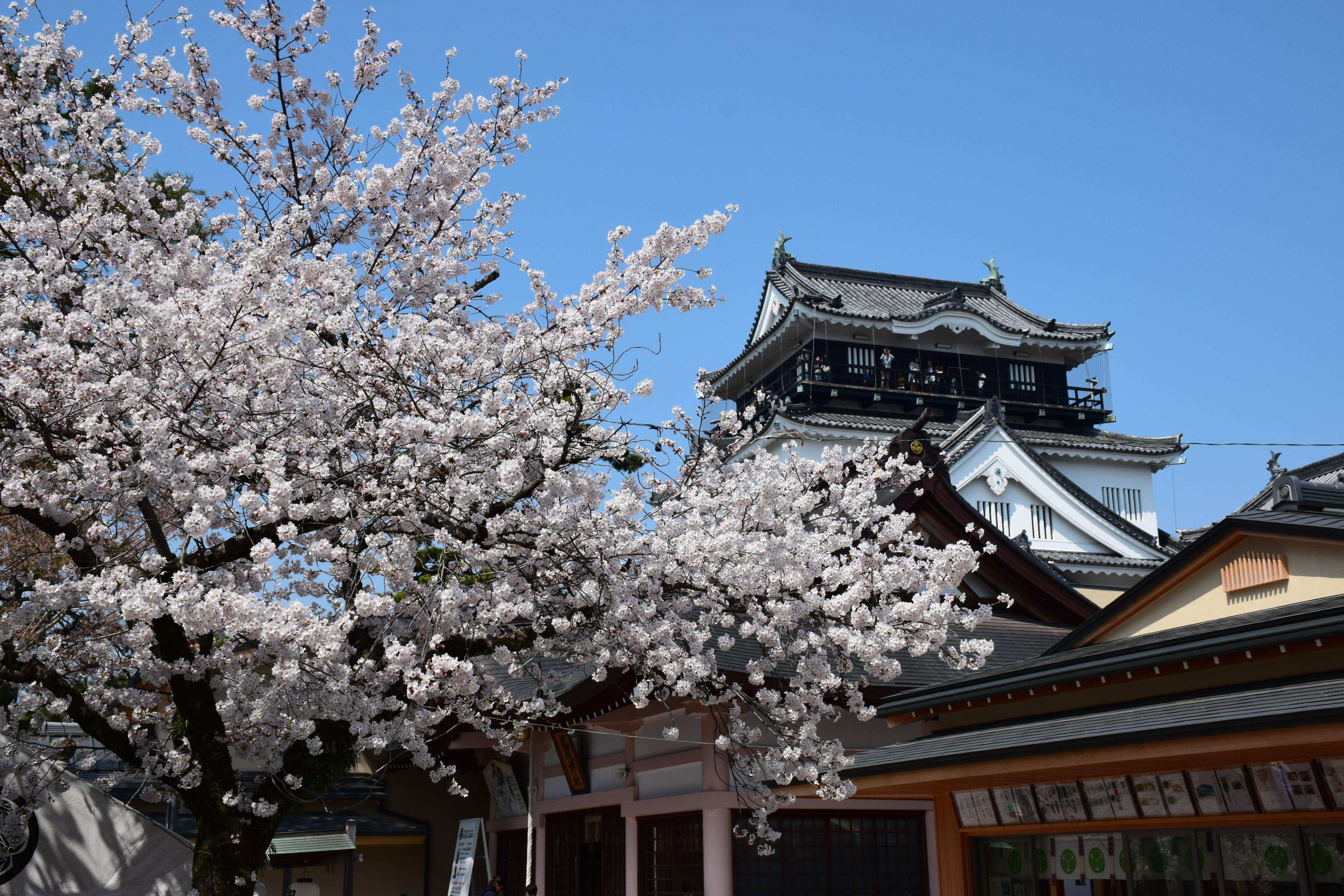
岡崎城（龍燈山城）的重建天守閣
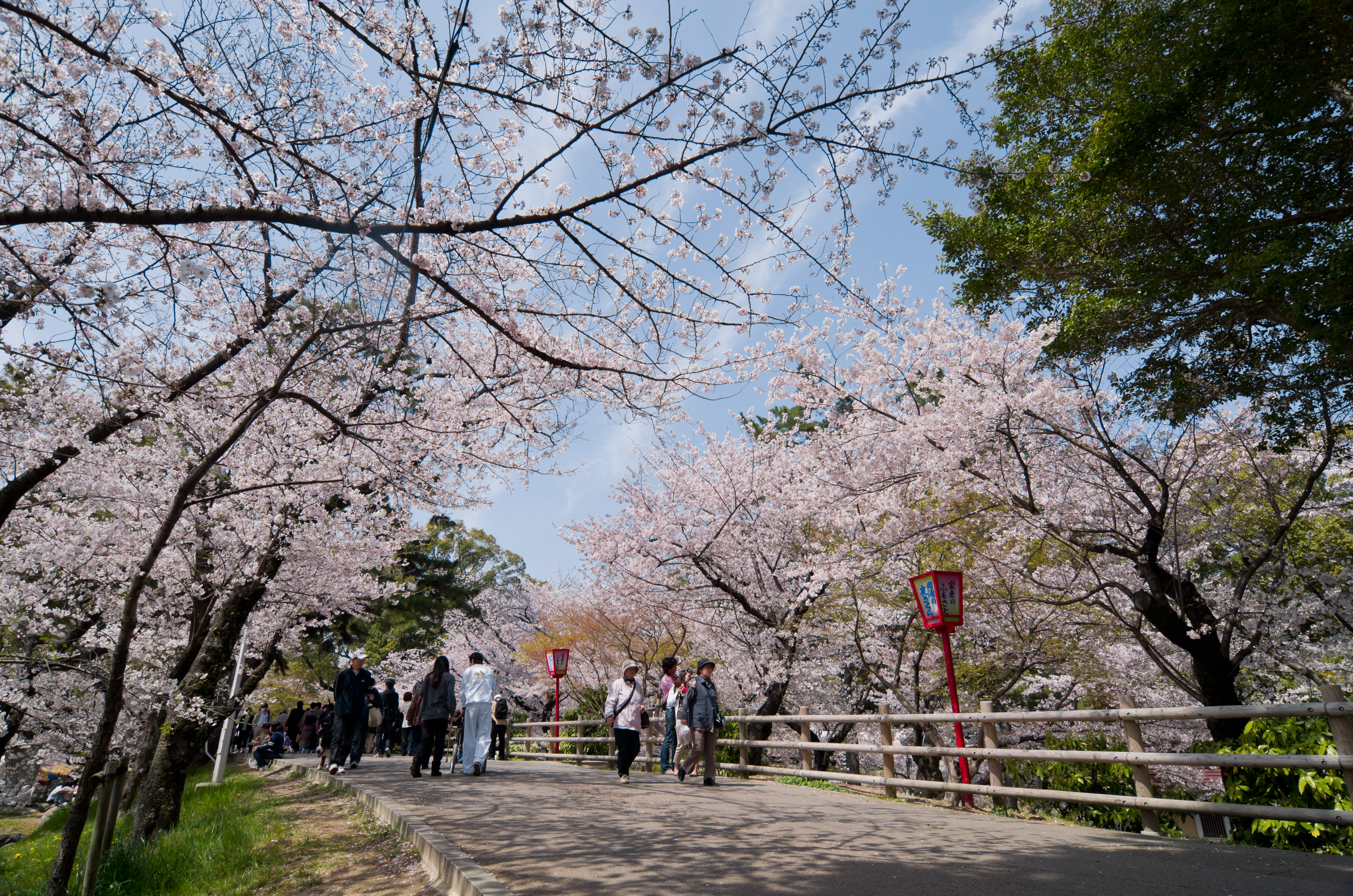
岡崎城公園內的櫻花
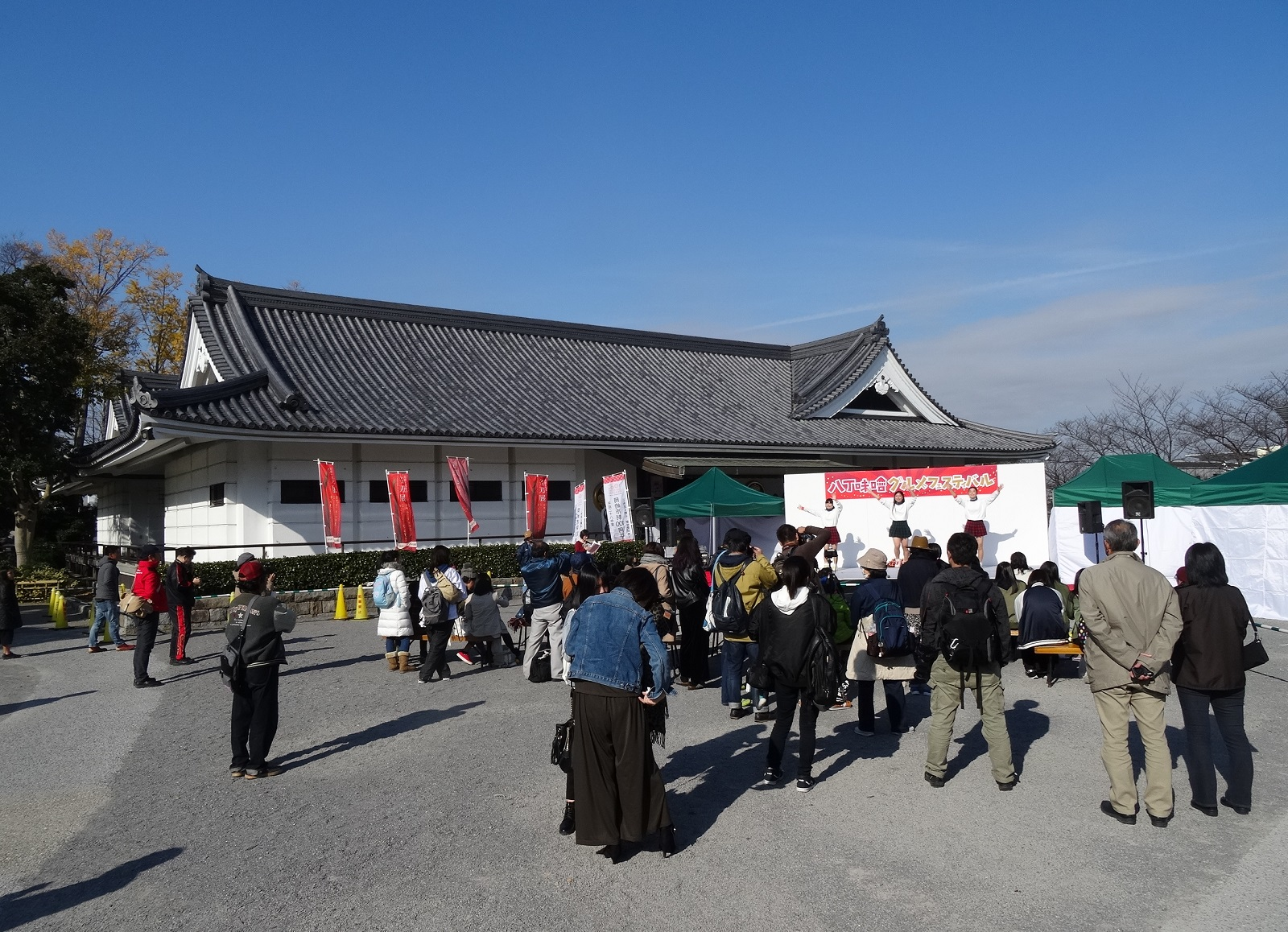
三河武士公館家康館
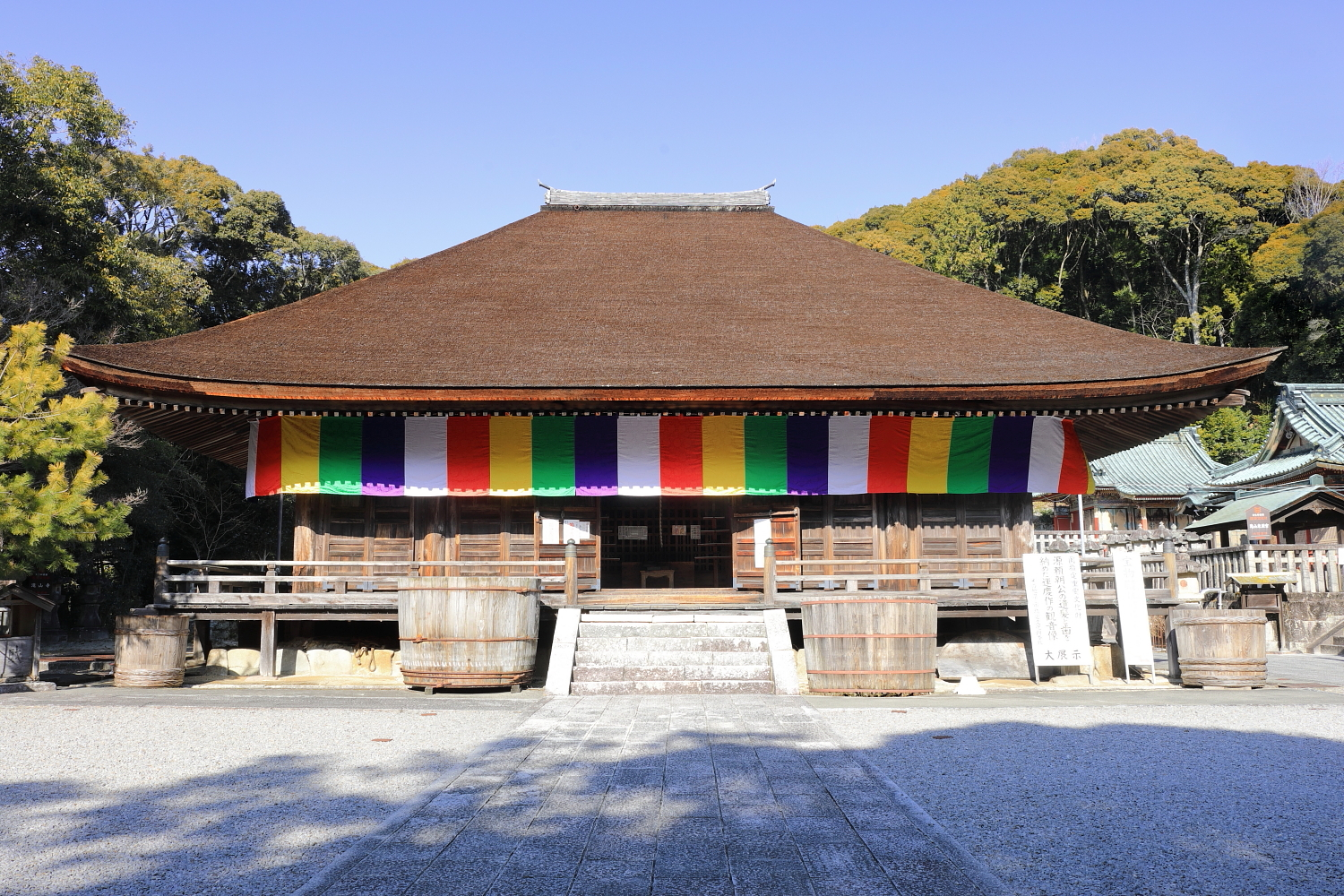
瀧山寺本堂
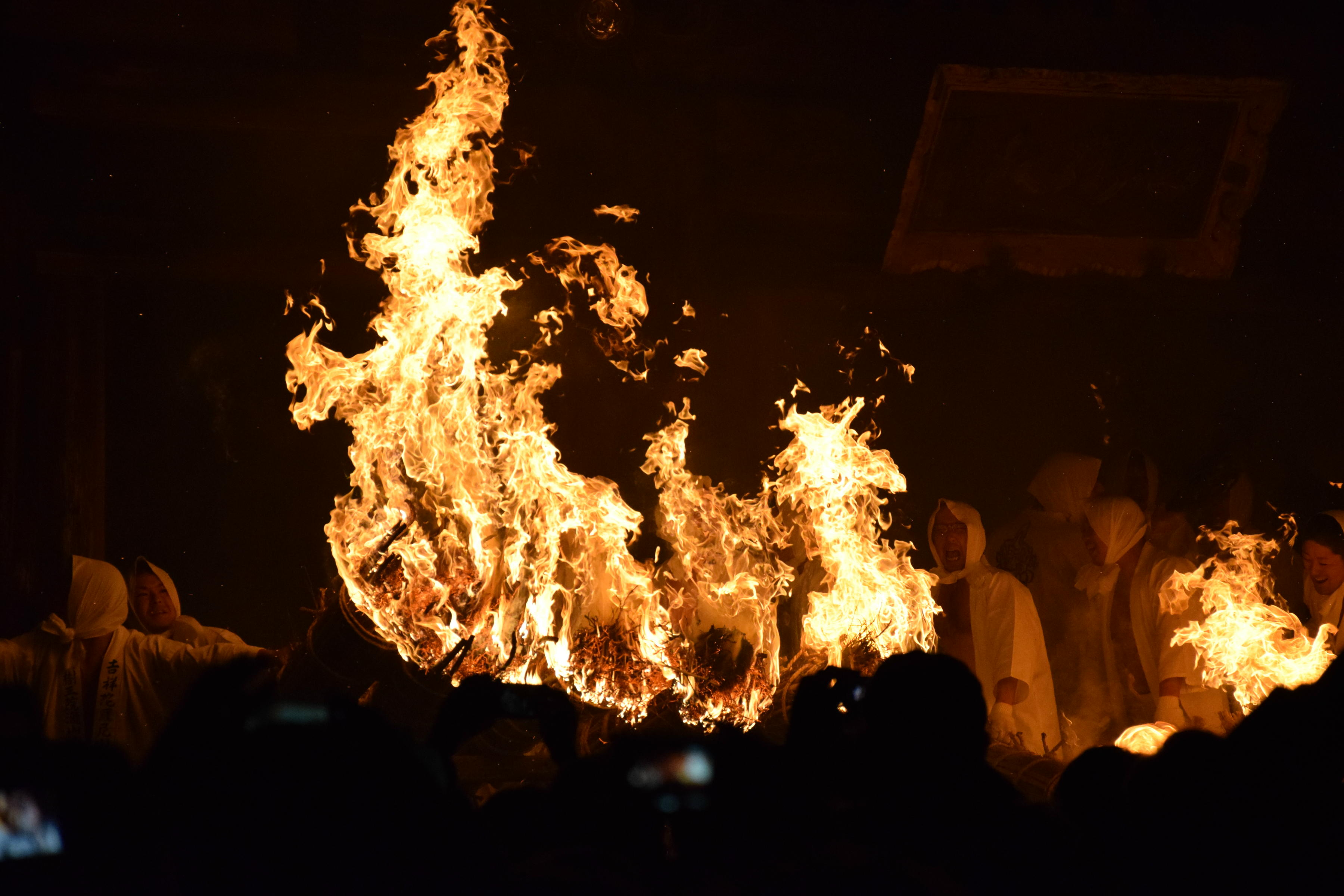
瀧山寺鬼節
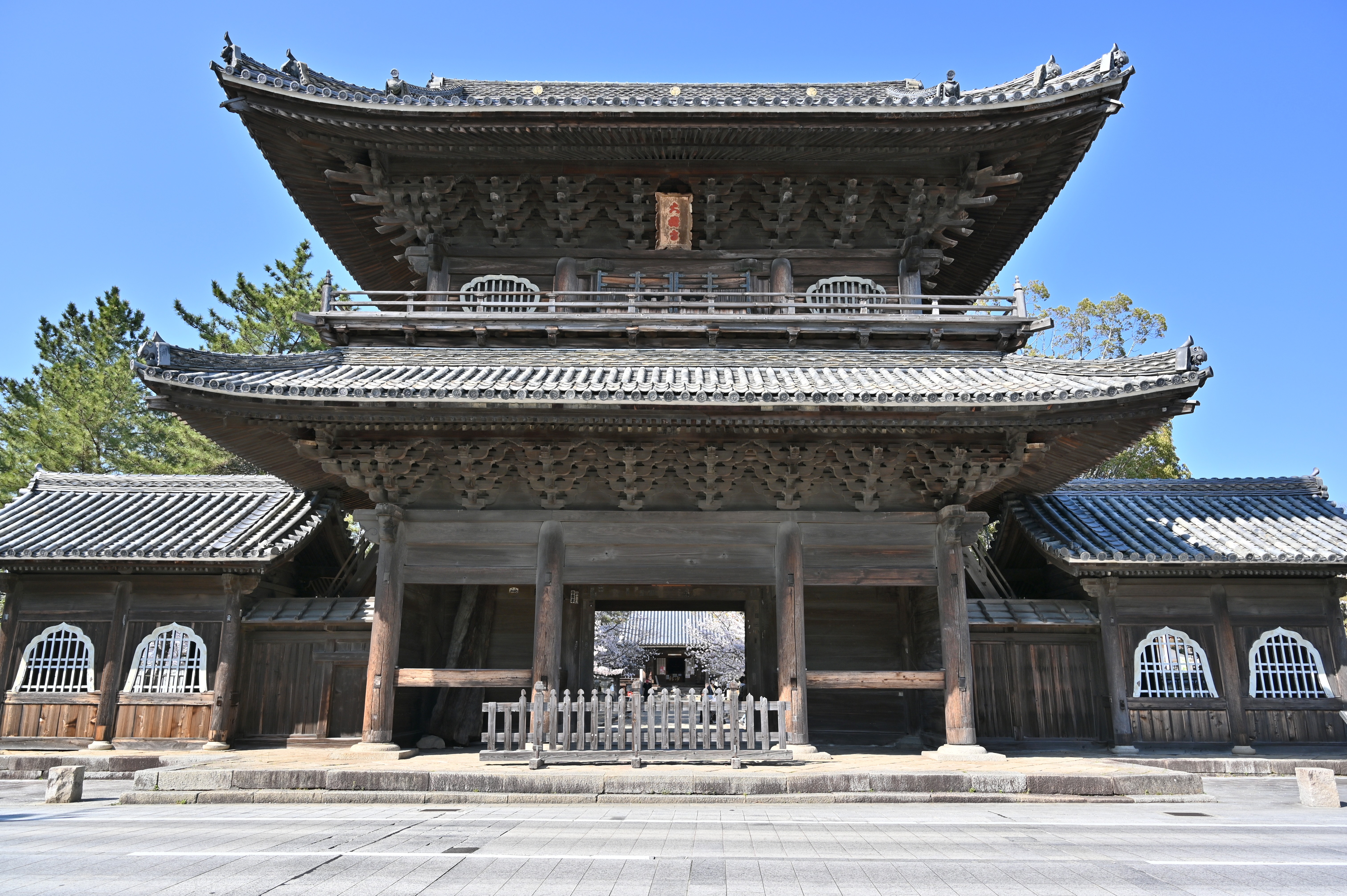
大樹寺正門
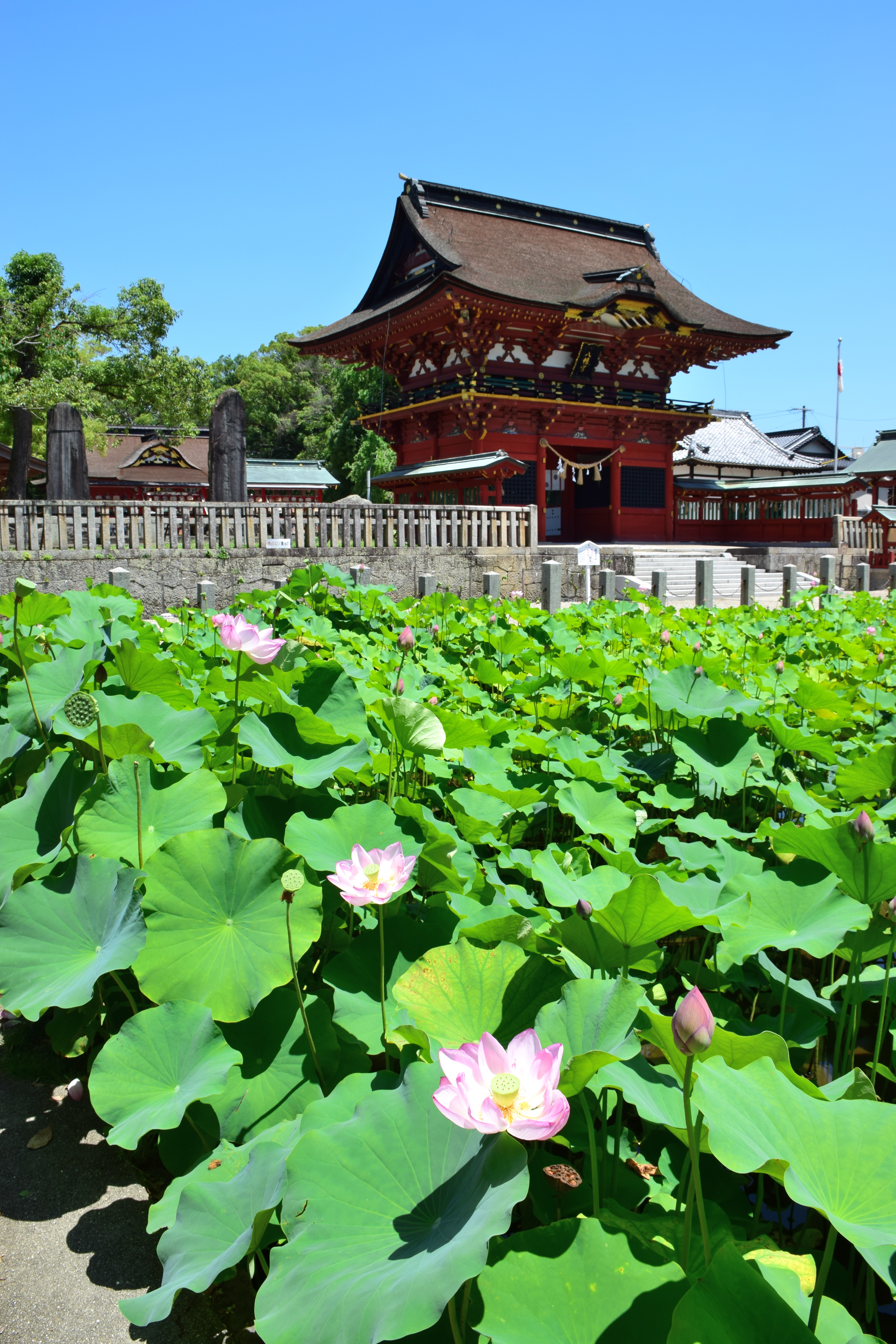
伊賀八幡宮
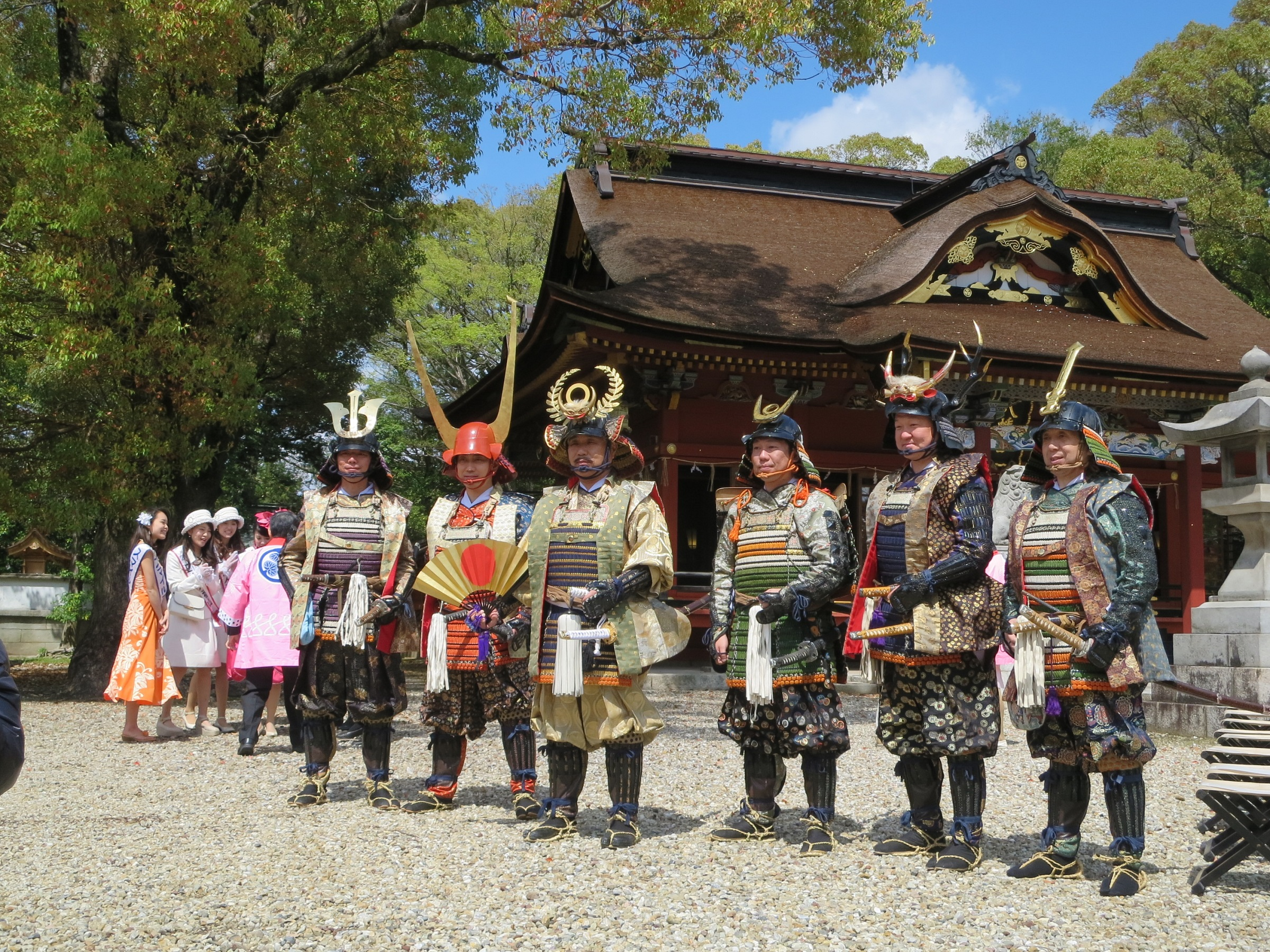
家康行列於伊賀八幡宮的出陣式

## 教育
岡崎市內的高等教育學校有：以家政學部為主的愛知學泉大學岡崎校區、以設計及經營為主的愛知產業大學、以兒童教育為主的岡崎女子大學、以心理學及環境科學為主的人間環境大學岡崎校區。
屬於日本各大學共同使用的自然科學研究機構在岡崎市內也有多個所屬單位，包括分子科學研究所、基礎生物學研究所、生理學研究所、生命創成探究中心，同時也設有岡崎共通研究施設及岡崎綜合事務中心負責統整各些單位的資源。
此外，藤田醫科大學及愛知醫科大學在岡崎市內也分別設有藤田醫科大學岡崎醫療中心及愛知醫科大學醫療中心。

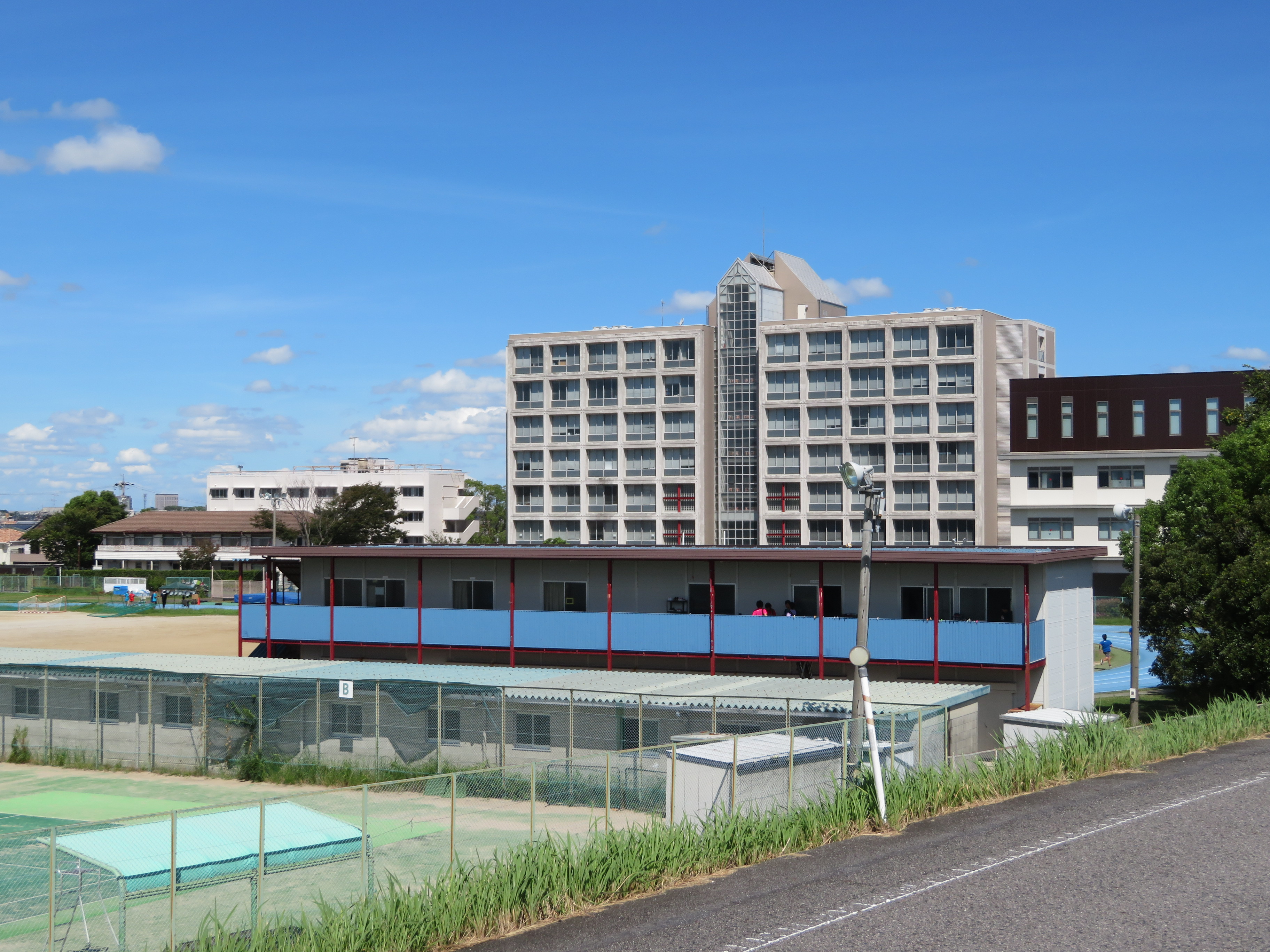
愛知學泉大學岡崎校區
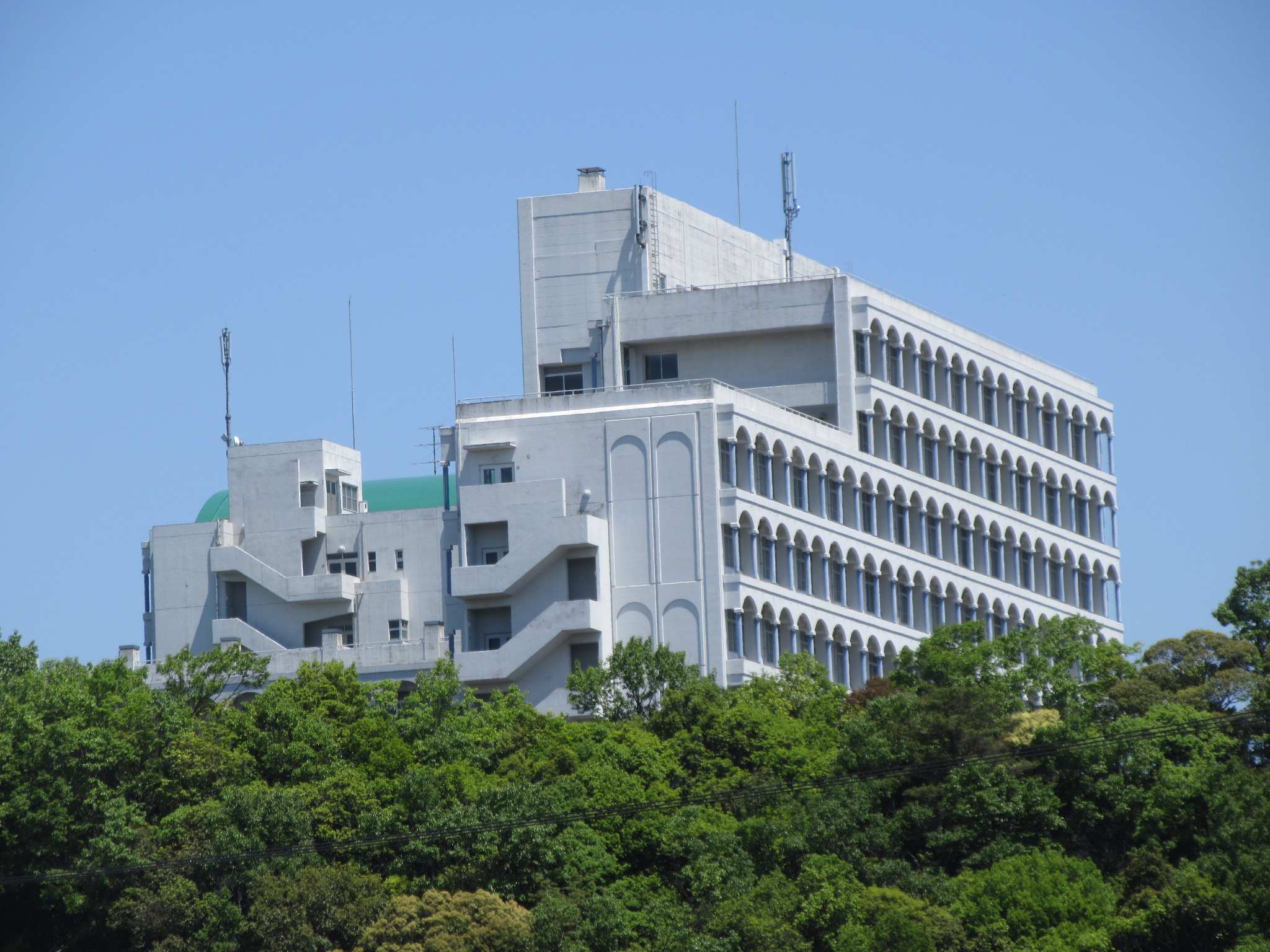
愛知産業大學
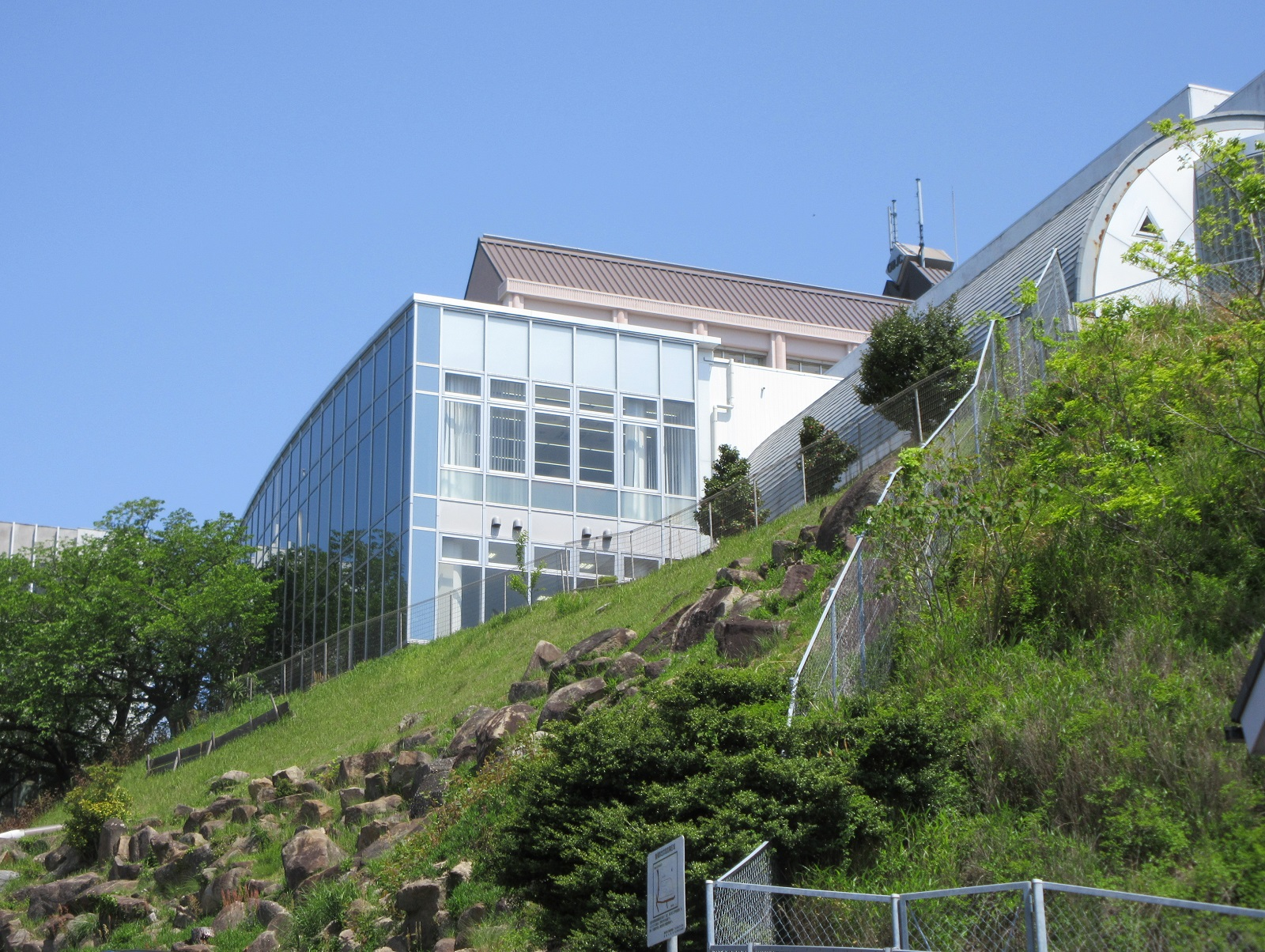
岡崎女子大學
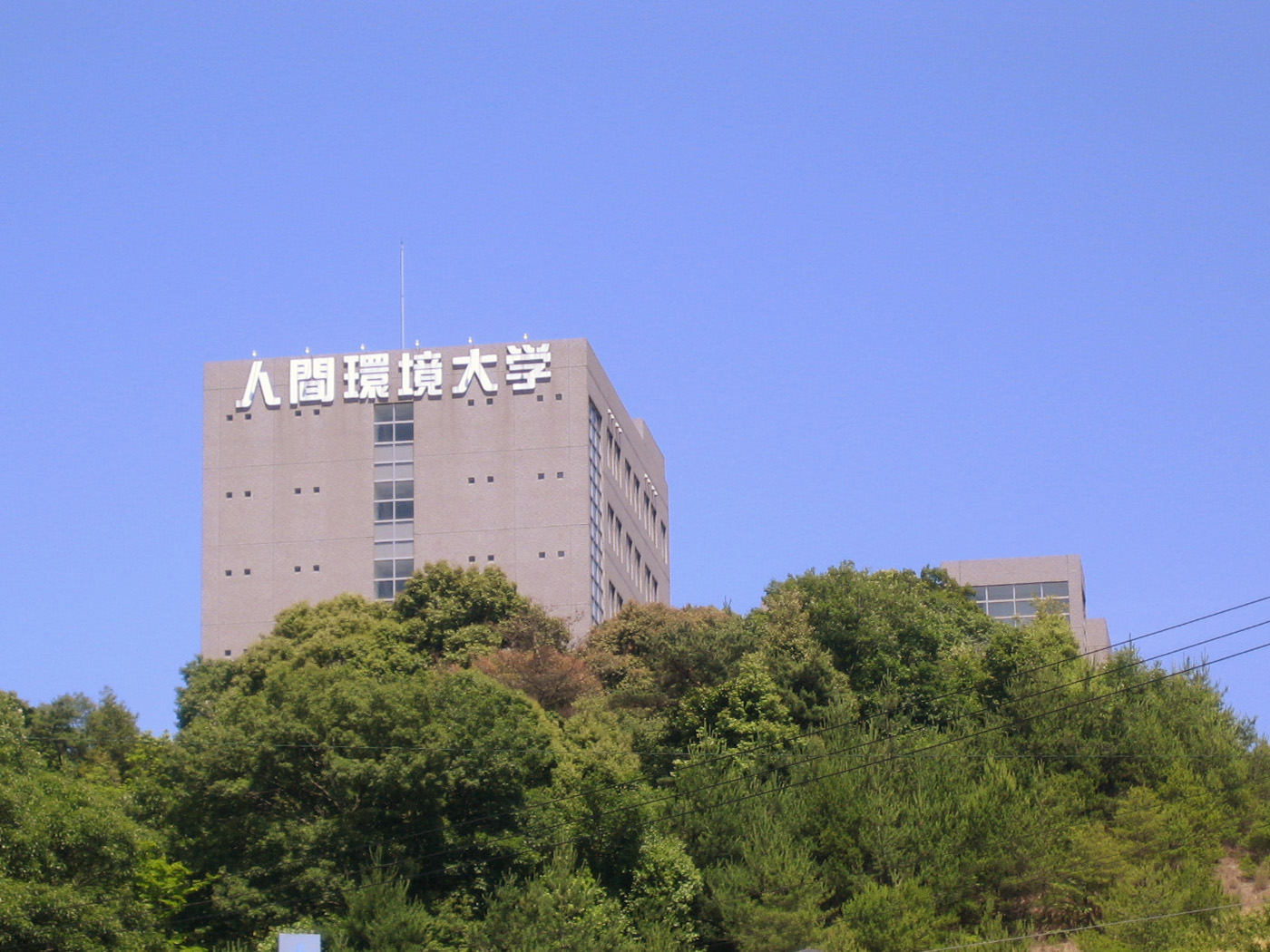
人間環境大學岡崎校區
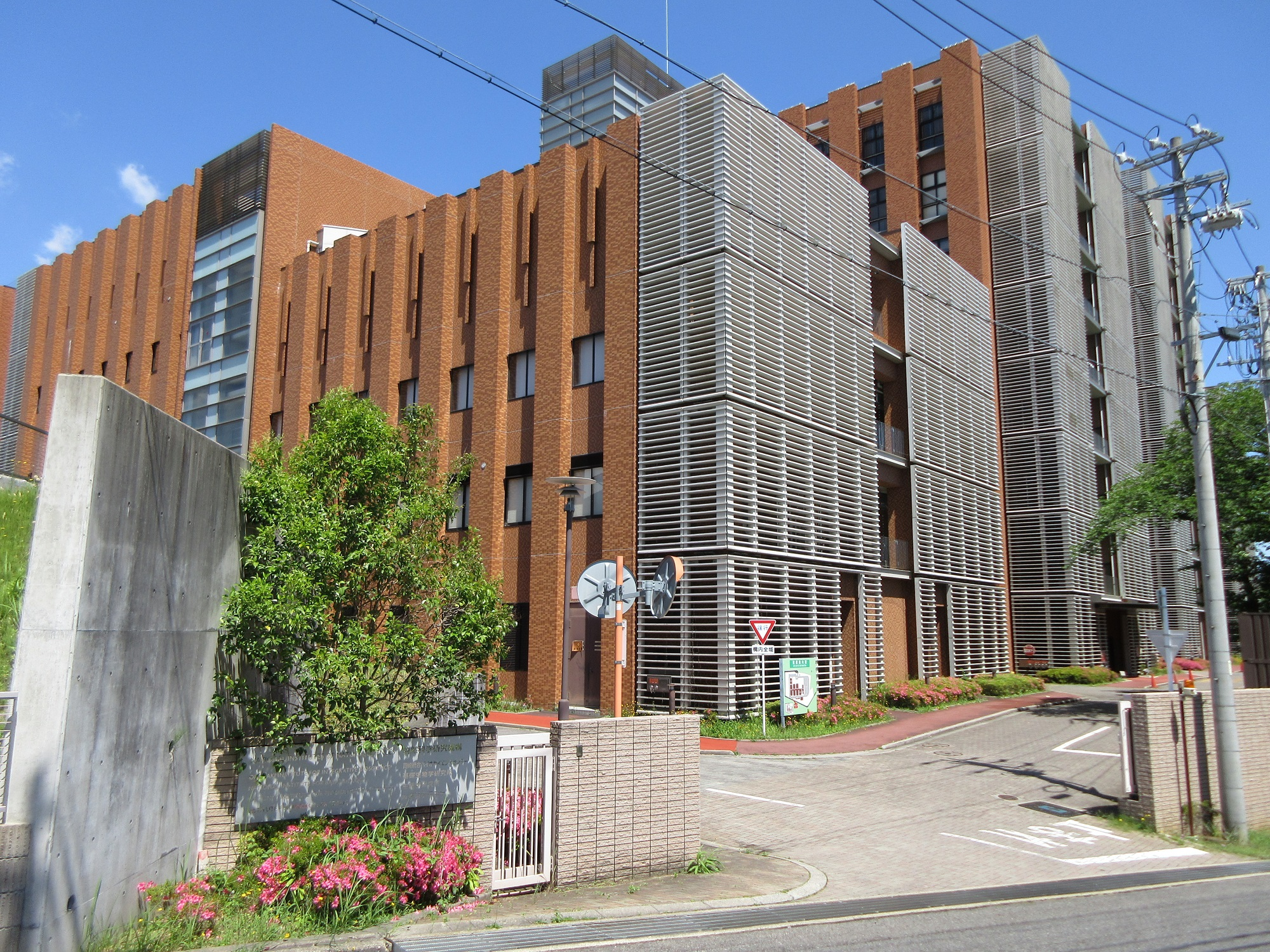
自然科學研究機構分子科學研究所
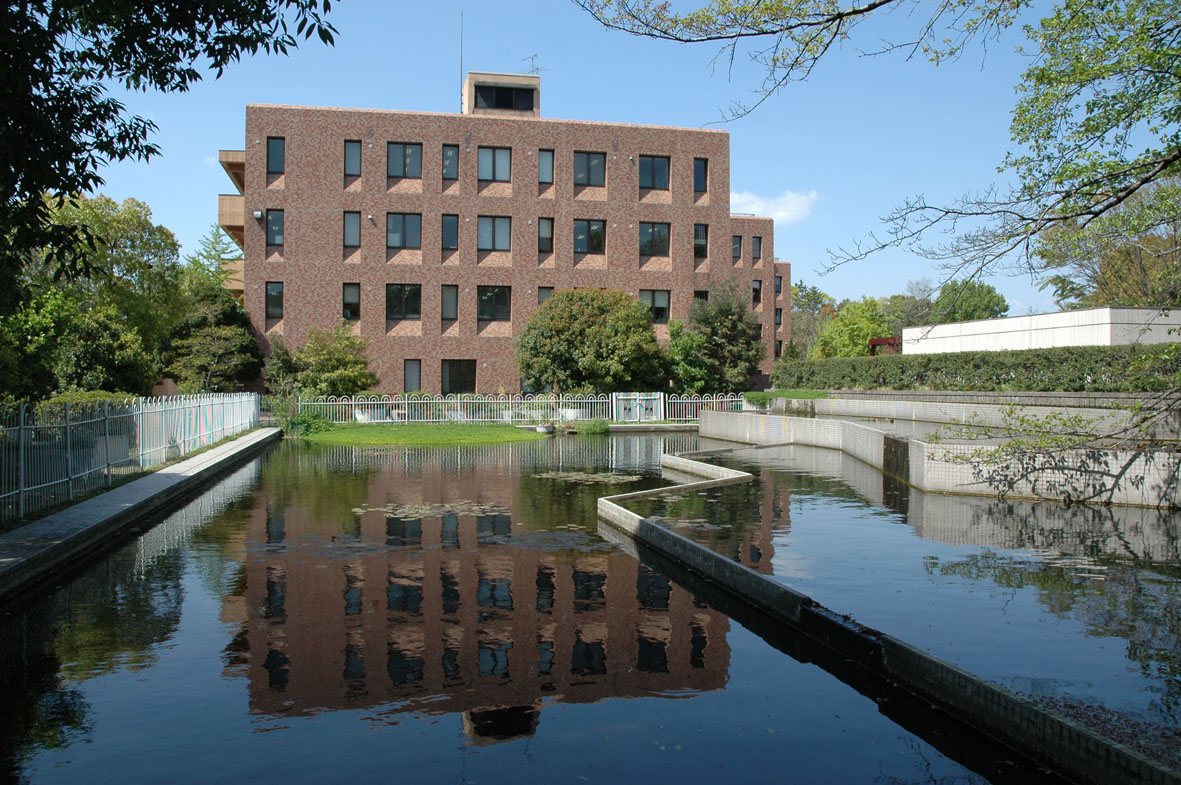
自然科學研究機構基礎生物學研究所
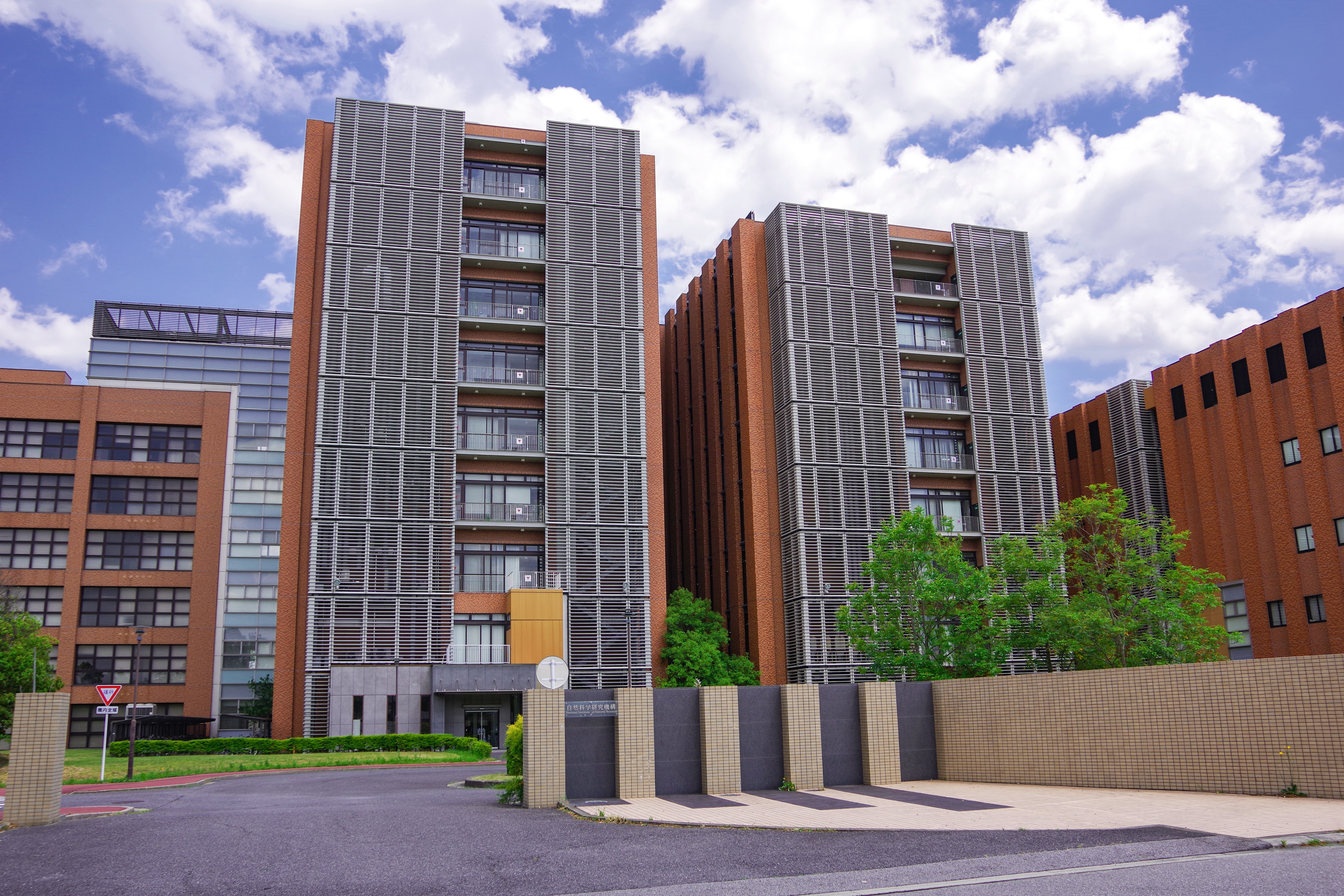
自然科學研究機構生命創成探究中心
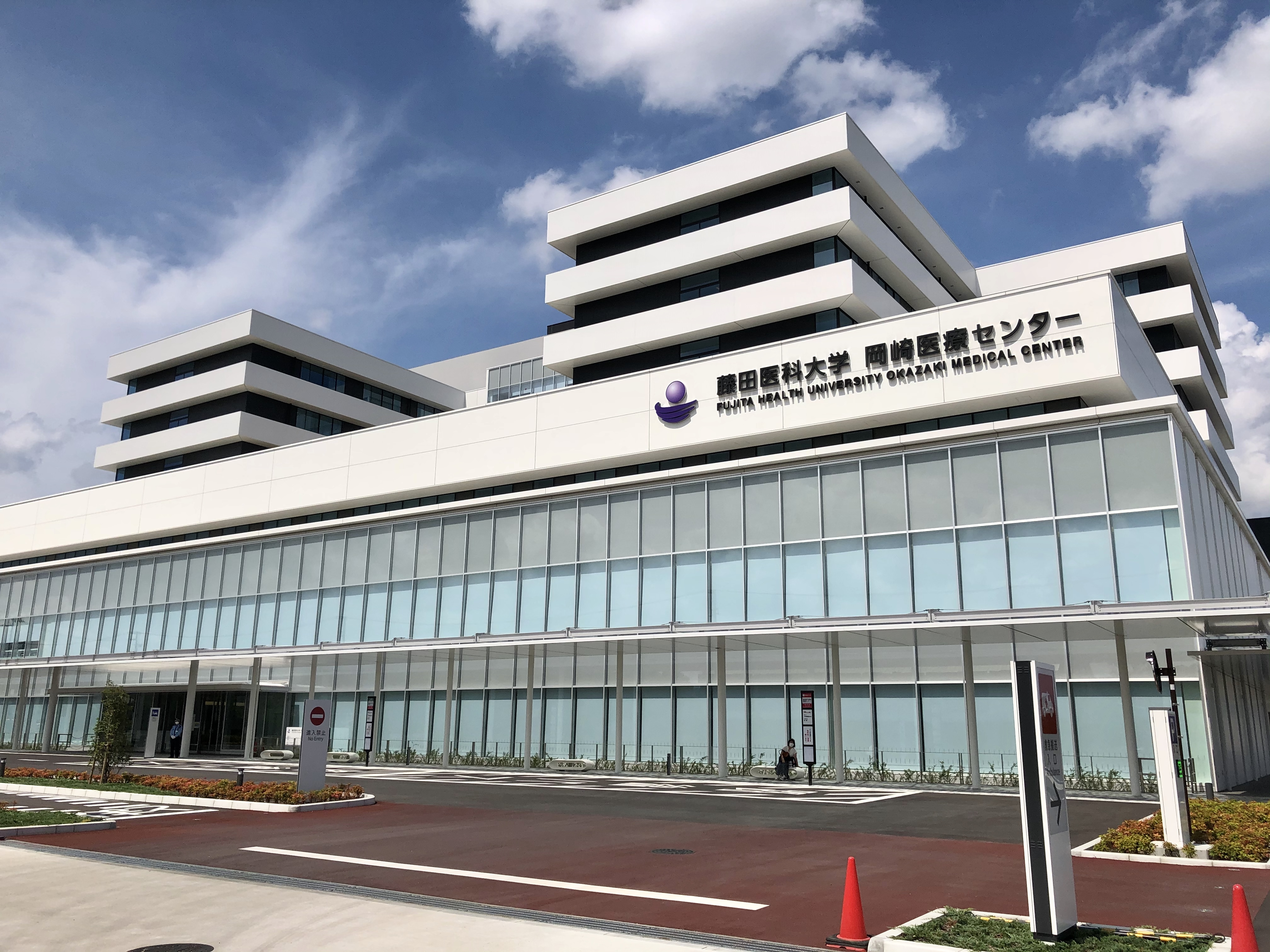
藤田醫科大學岡崎醫療中心

## 姊妹、友好城市

### 海外
- 乌德瓦拉（瑞典王國西约塔兰省乌德瓦拉市镇）
兩地於1968年締結為姊妹城市。[11]
- 新港滩（美国加利福尼亚州橙縣）
兩地於1984年締結為姊妹城市。[12]
- 呼和浩特市（中华人民共和国内蒙古自治区）
兩地於1987年締結為友好城市。[13]

### 日本
- 石垣市（沖繩縣）
兩地於1969年締結為親善都市。[14]
- 福山市（廣島縣）
兩地於1969年締結為親善都市。[15]
- 茅崎市（神奈川縣）
18世紀中受封三河國領地並在額田郡西大平（位於現在岡崎市區東側）建立陣屋，成立西大平藩的大岡忠相，過原本是旗本時的領地是相模國高座郡堤村（位於現在的茅崎市），兩地因此在1983年締結「因緣城鎮」。[16]
- 佐久市（長野縣）
過去奧殿藩（日语：奧殿藩）由於陣屋設在額田郡奥殿（位於現在的岡崎市區北側）因而得名，19世紀中將陣屋遷至信濃國佐久郡（日语：佐久郡）田野口（位於現在的佐久市，在2005年以前屬於臼田町（日语：臼田町）），岡崎市與臼田町因此在1983年締結「因緣城鎮」。[17]
- 關原町（岐阜縣）
1600年的發生於現在關原町位置的關原之戰為決定德川家康建立江戶幕府的關鍵戰役，兩地因此在1983年締結「因緣城鎮」。[18]
- 金澤市（石川縣）
為配合在2008年通車的東海北陸自動車道，分別位於此高速公路兩端地區的這兩個城市期望可以共同推展雙方的觀光交流，因而在通車前的2007年締結為觀光交流城市。[19]

## 外部連結
行政
- （日語） 岡崎市廣報的Facebook專頁
- （日語） 岡崎市廣報的X（前Twitter）
- （日語） YouTube上的岡崎市官方頻道

观光
- （日語） 岡崎市观光協会 （页面存档备份，存于）